# Biserica Înălțarea Domnului din Bedeciu

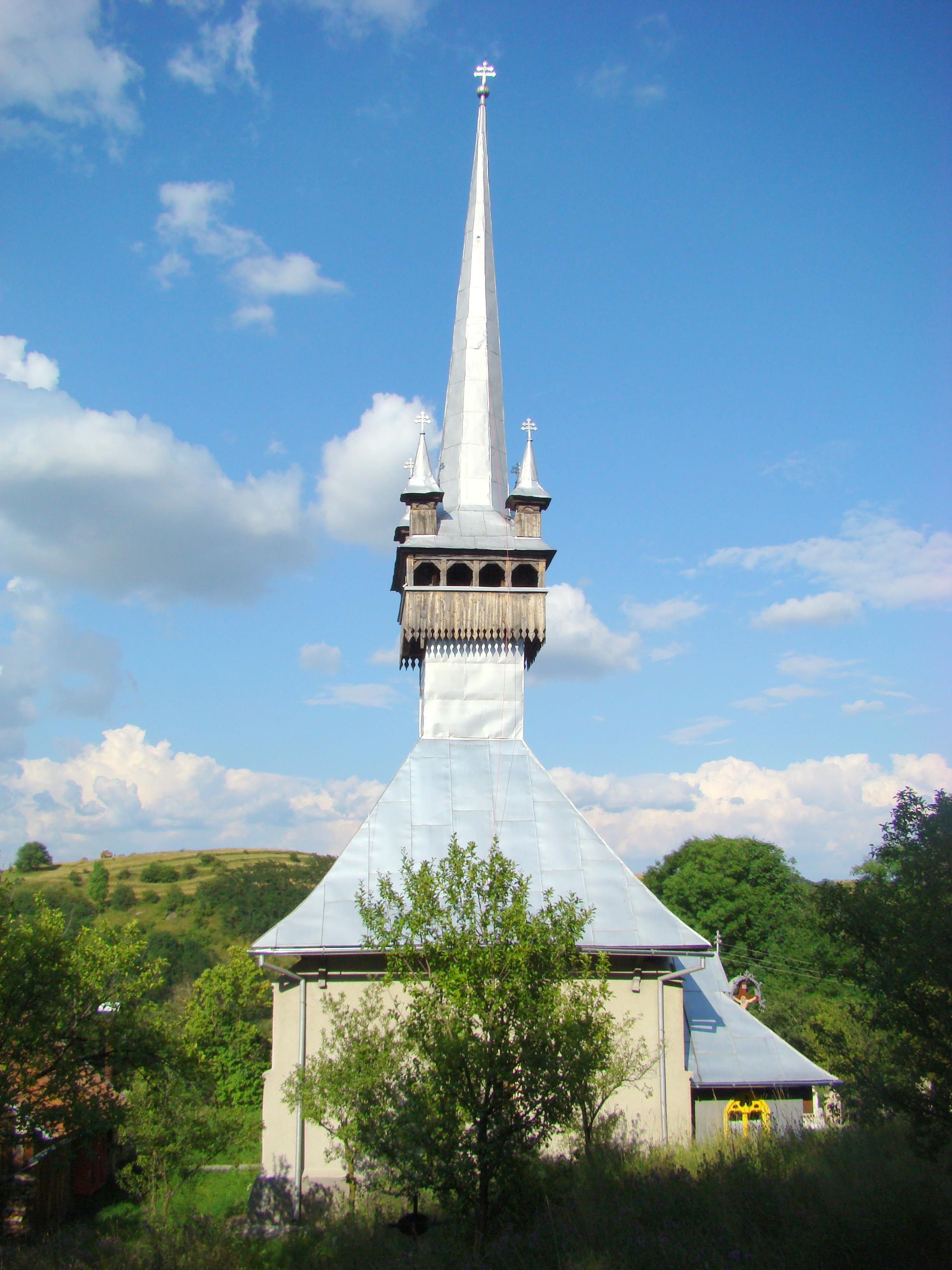
Biserica „Înălțarea Domnului " din Bedeciu, comuna Mănăstireni, județul Cluj, foto: iulie 2014.

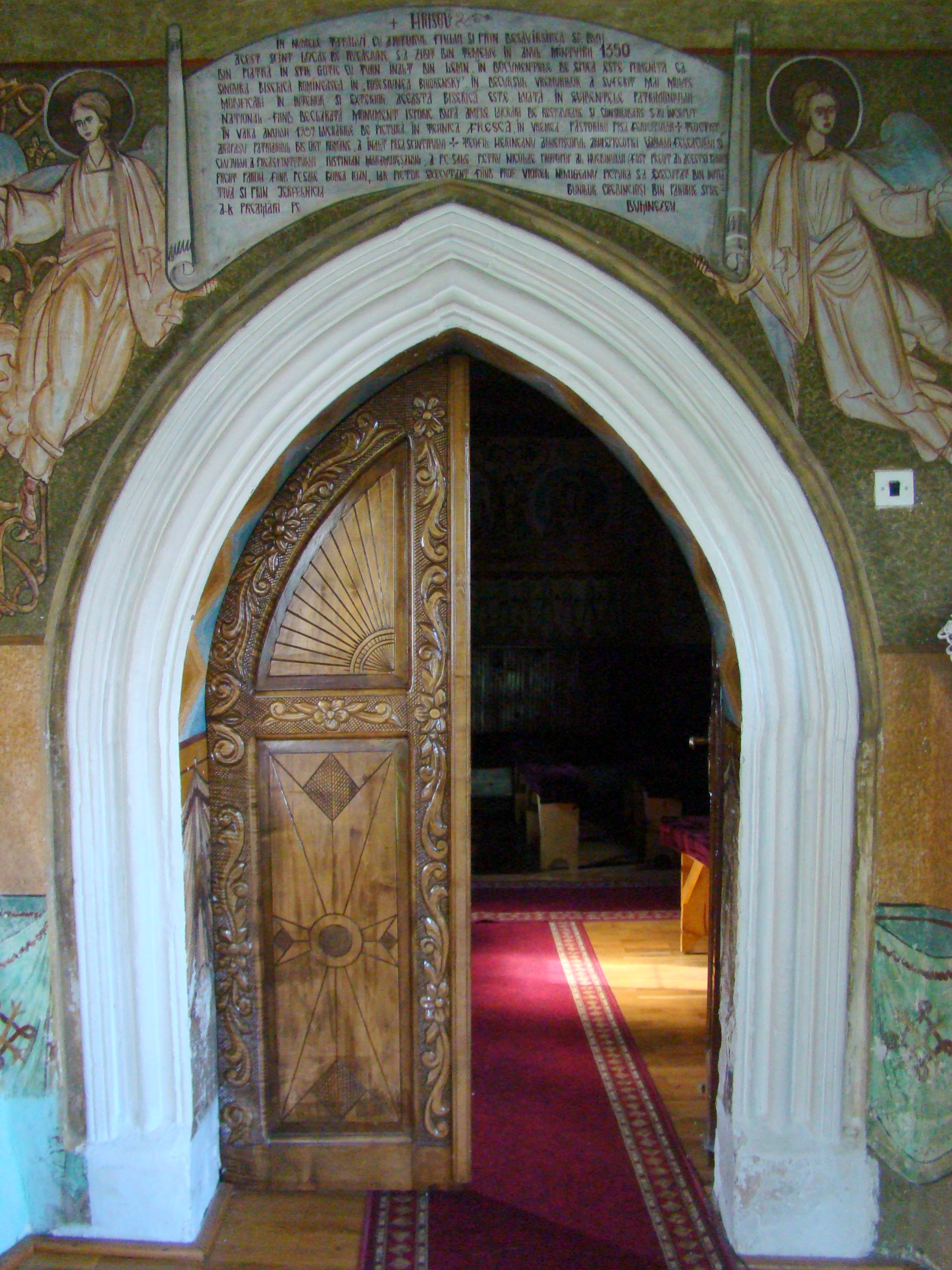
Portal gotic în arc frânt

Biserica „Înălțarea Domnului " din Bedeciu, comuna Mănăstireni, județul Cluj a fost construită în secolul al XV-lea. Biserica se află pe lista monumentelor istorice sub codul LMI:  CJ-II-m-B-07528.

## Localitatea
Satul Bedeciu este situat în Depresiunea Călățele, pe un afluent al Someșului Mic, Valea Căpușului, la o distanță de 18 km de Huedin și 45 km de Cluj-Napoca. Prima atestare documentară a satului Bedeciu datează din 1332. De-a lungul timpului este menționat sub următoarele denumiri: 1345-Bedech; 1456-Bedecz; 1487-Olah-Bedech; 1733-Bedecs; 1854-Bedecs.

## Biserica
Biserica din Bedeciu a fost construită din piatră și mortar; are un plan dreptunghiular, cu pronaos, naos și absida altarului, la exterior pereții bisericii sunt susținuți de contraforturi puternice. Peste pronaos a fost ridicat un turn clopotniță înalt, cu fleșa ascuțită, acoperit inițial cu șindrilă, în prezent cu tablă. 
Nu există nici o inscripție sau vreun document plauzibil care să ofere informații asupra anului exact când s-a terminat construcția acestui impresionant lăcaș de cult la care se întâlnesc elemente ale stilului gotic: portalul în arc frânt, frumoasele arcade cioplite în piatră de la ferestre și uși. În decursul anilor au intervenit câteva schimbări în structura bisericii și s-au făcut consolidări însemnate.
Interiorul este tăvănit peste pronaos și naos. Din patrimoniul bisericii fac parte un clopot din bronz și un potir din alamă aurit, carte veche bisericească (Evanghelie, Apostol, Octoih, Minei).
Intensitatea vieții bisericești este probată de Cazania lui Varlaam, o carte scumpă și rară care a circulat un timp în Moldova, iar în 1696 ajunge în posesia bedecenilor care s-au atașat de ea. Azi, cartea se păstrează la Biblioteca Centrală din București.
Pictura actuală a fost încheiată pe 27 septembrie 1989 de către pictorul Nimigeanu Viorel, în tehnica frescă în vremea Pr. Bodea Ioan.
Resfințirea are loc în anul 1991 de către PS episcop Irineu Bistrițeanul. Hramul sfintei biserici este „Înălțarea Domnului”.

## Imagini din exterior

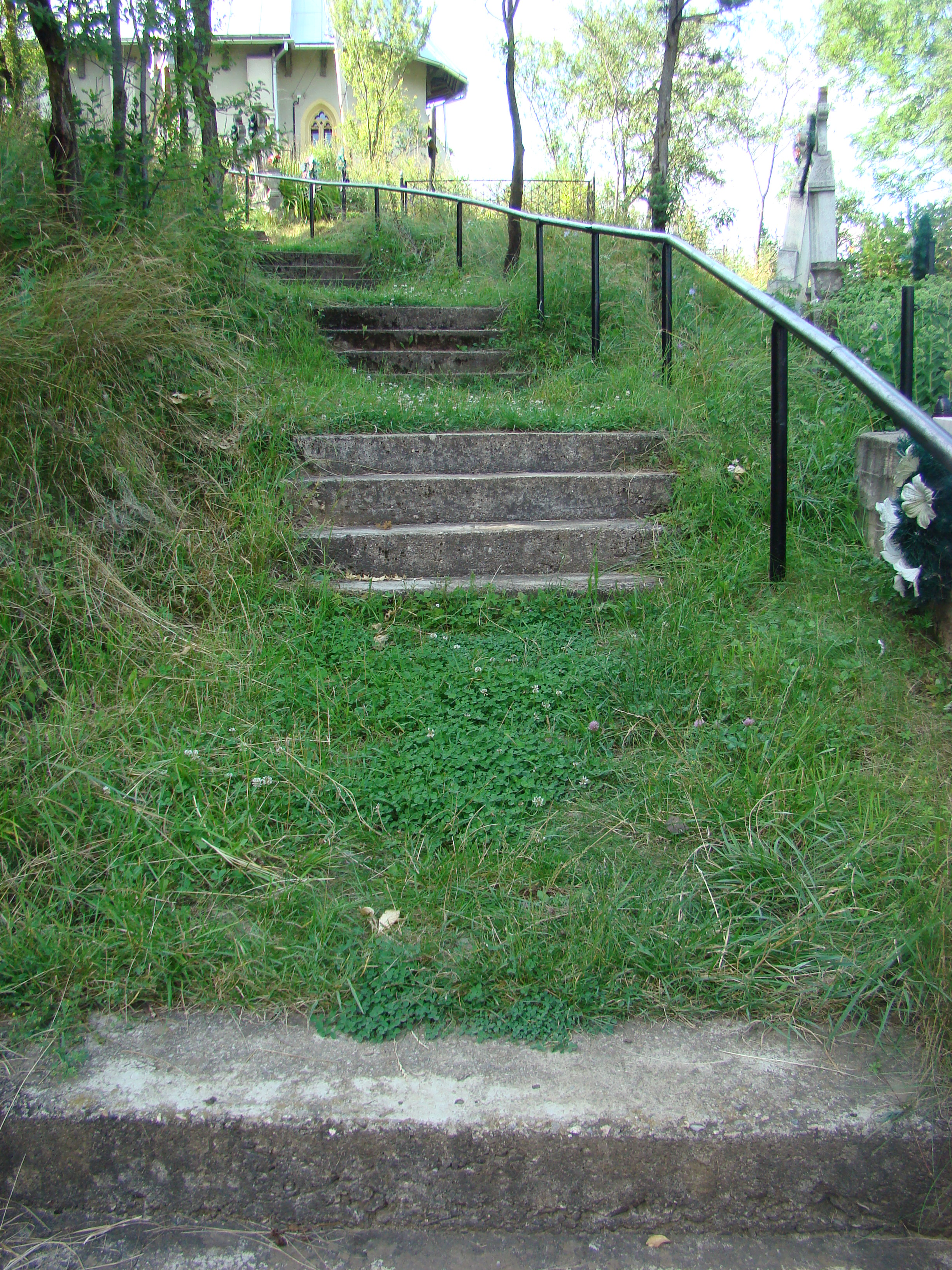
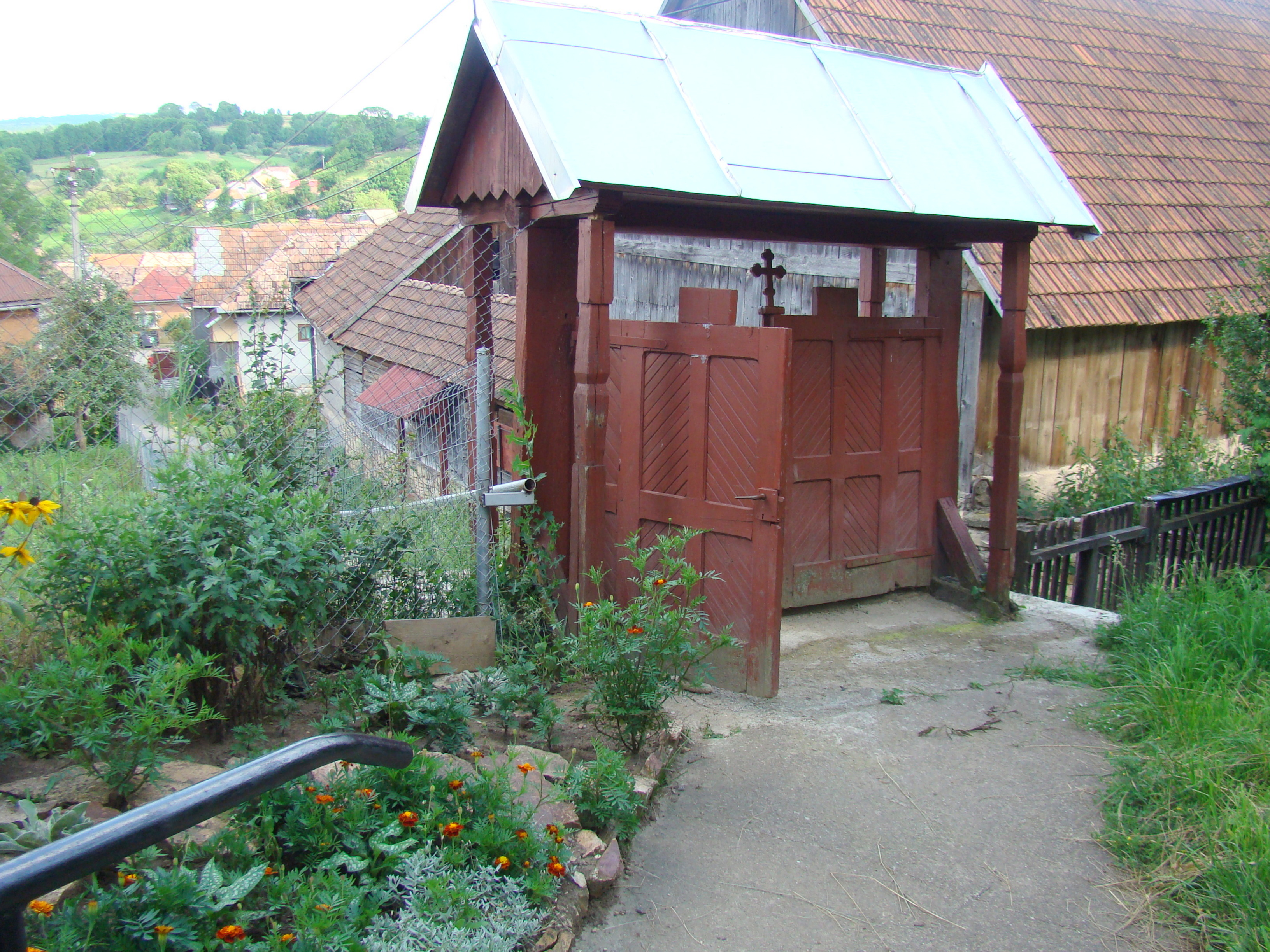
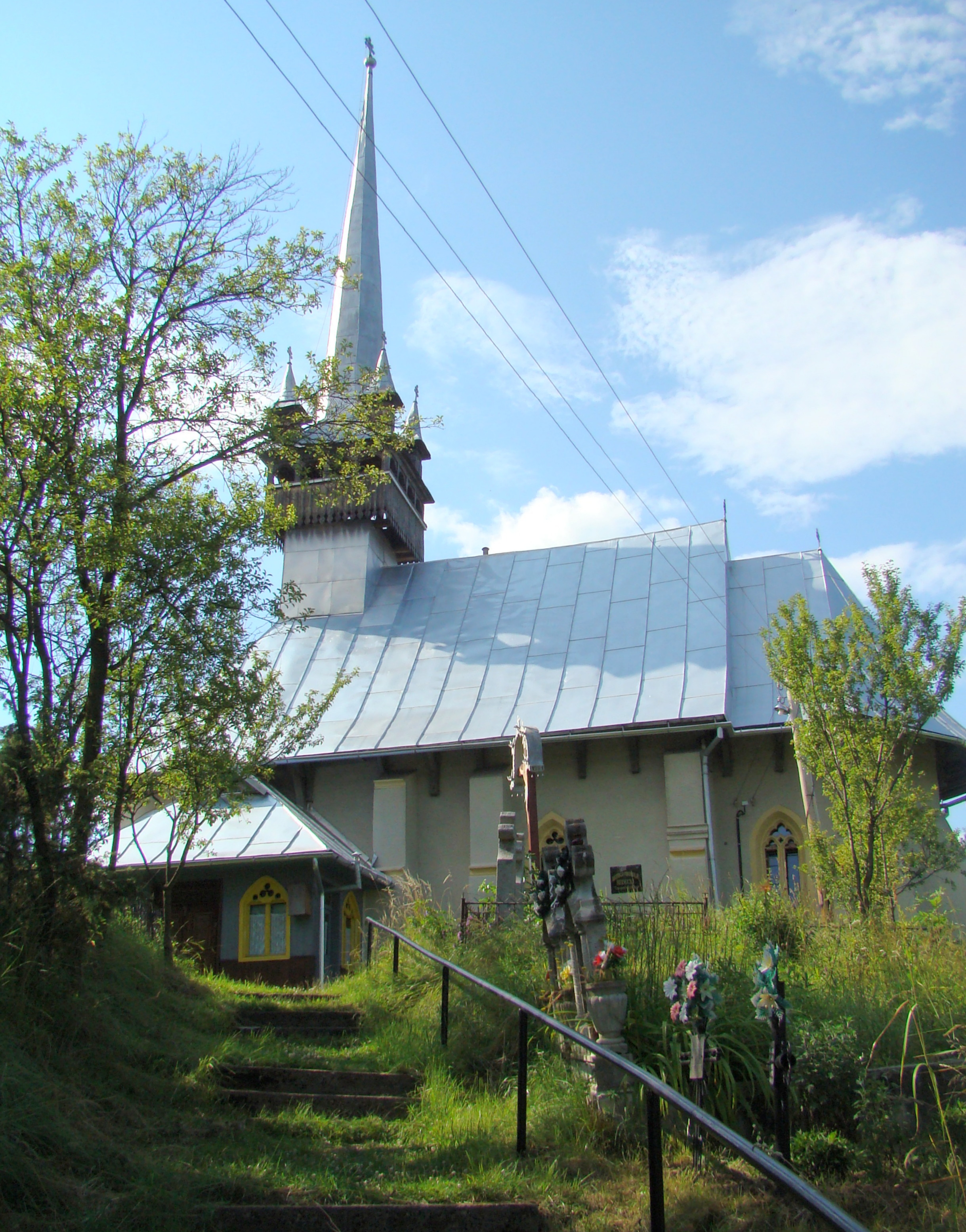
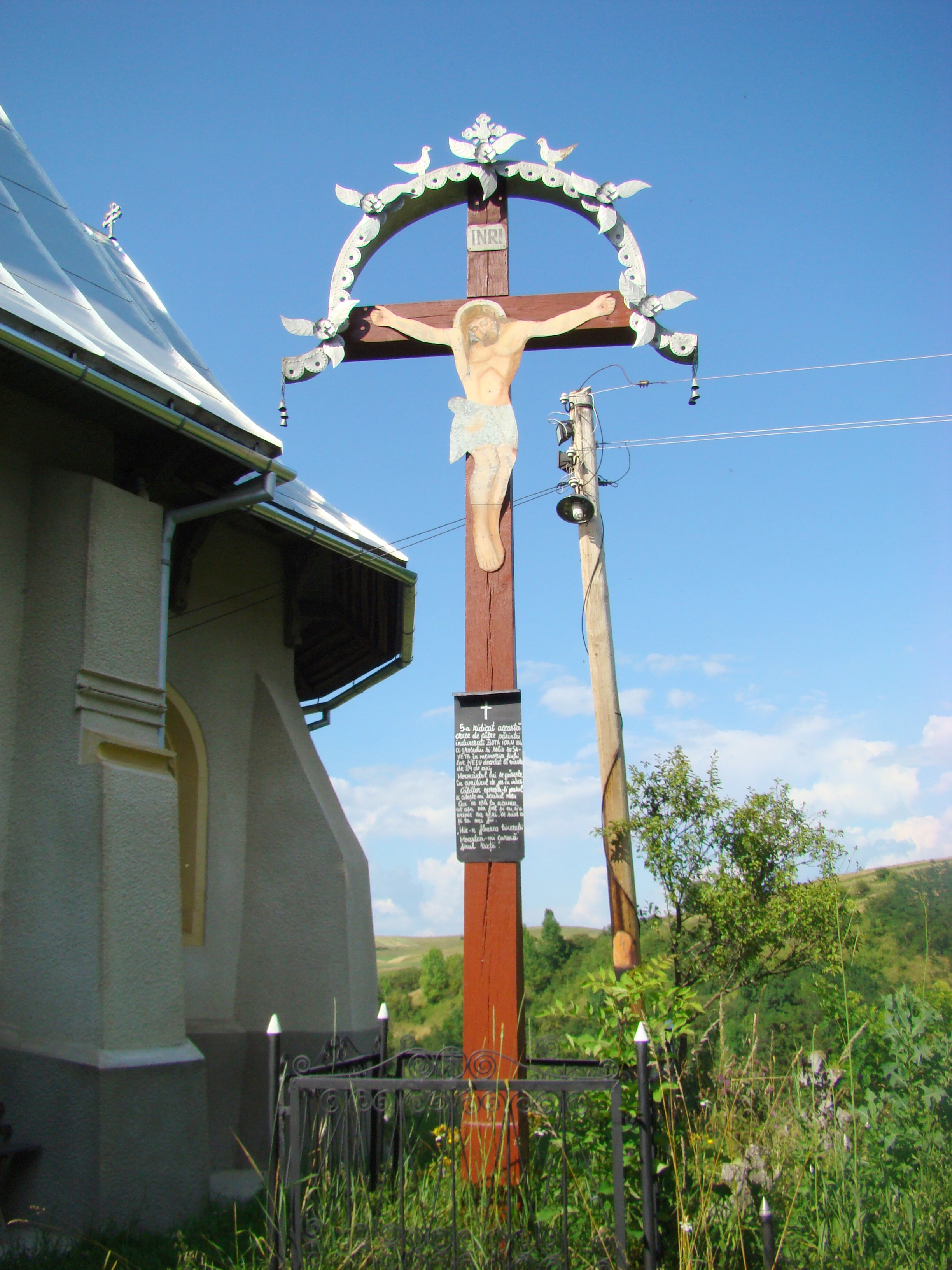
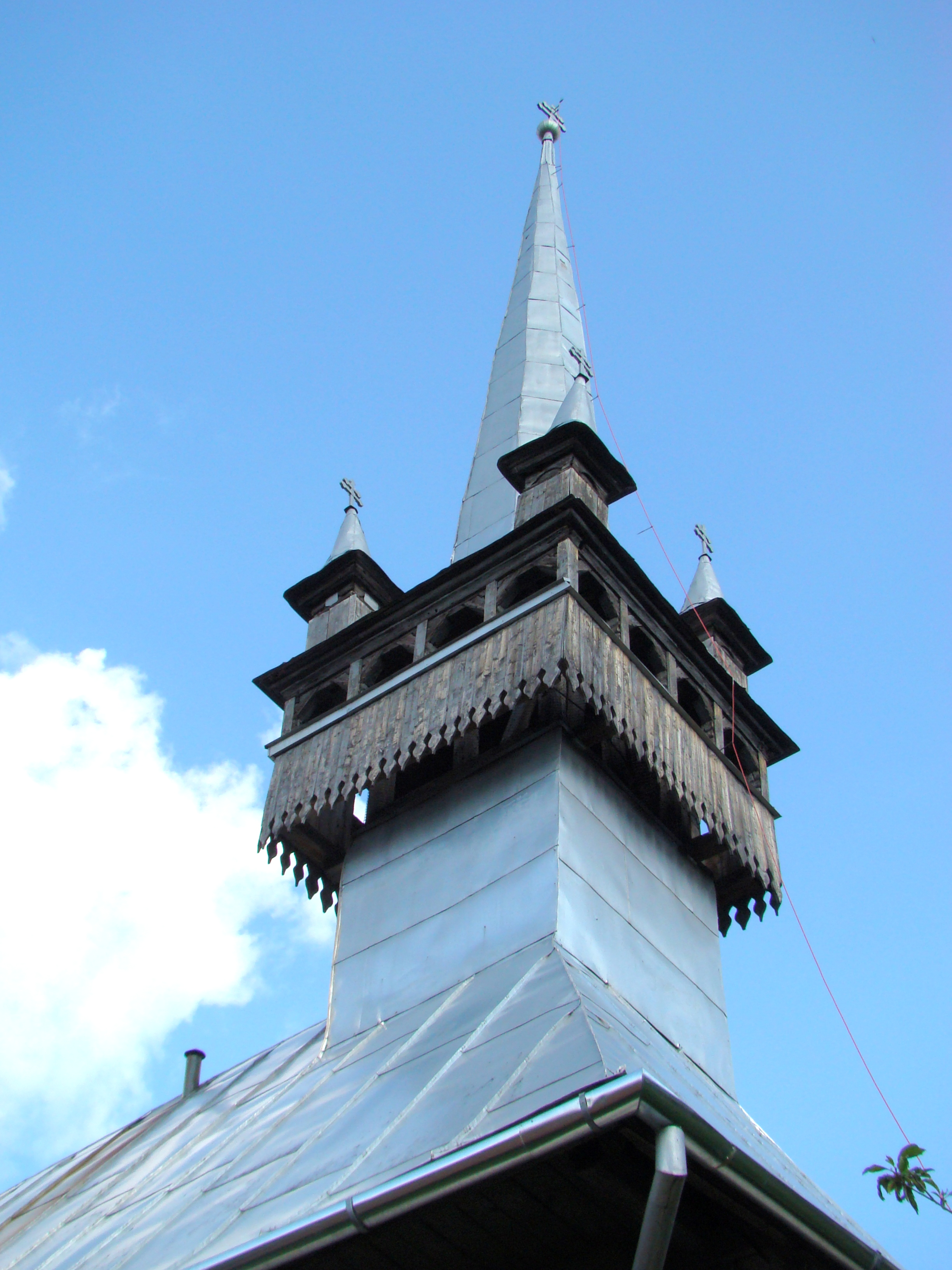
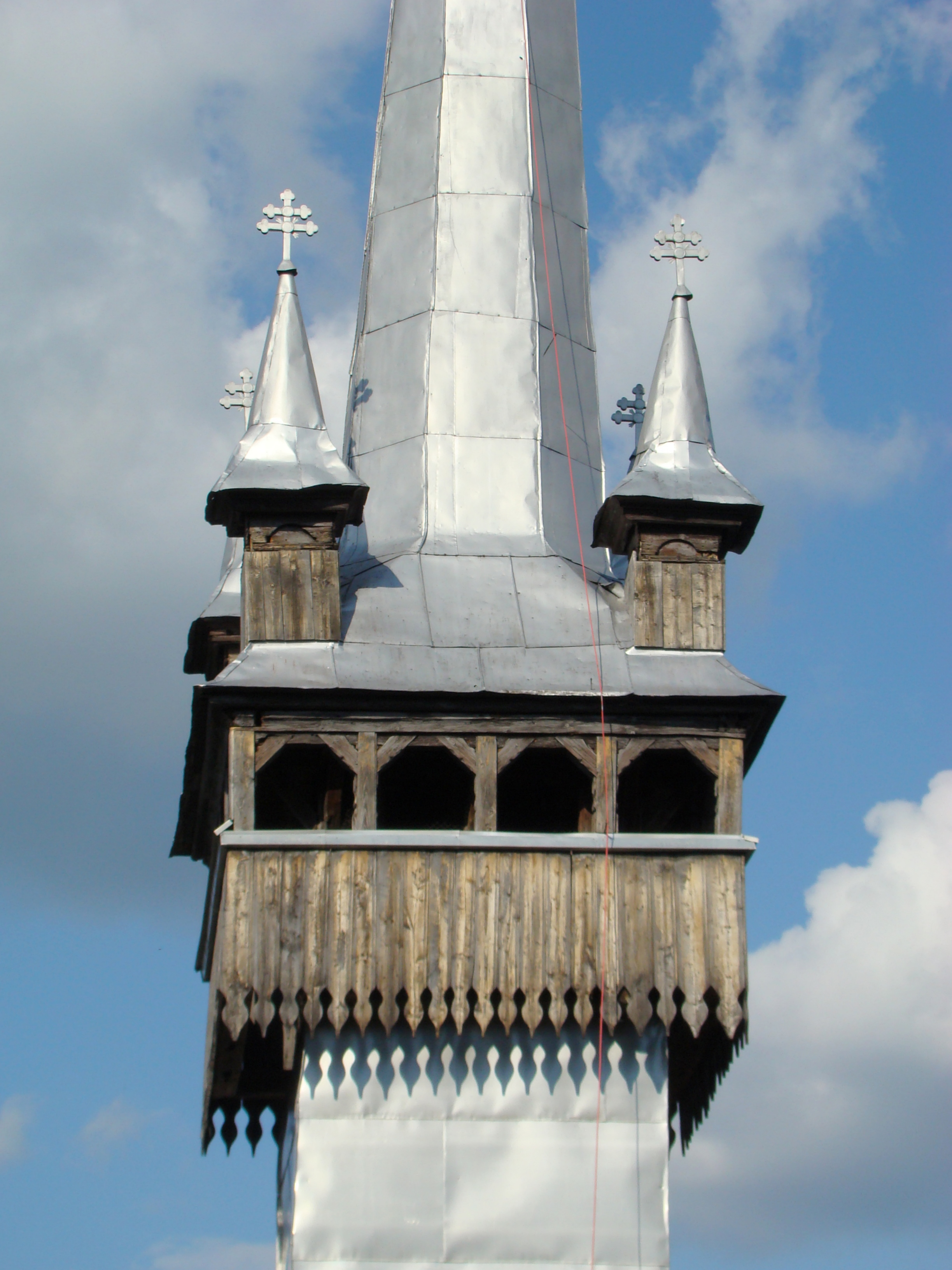
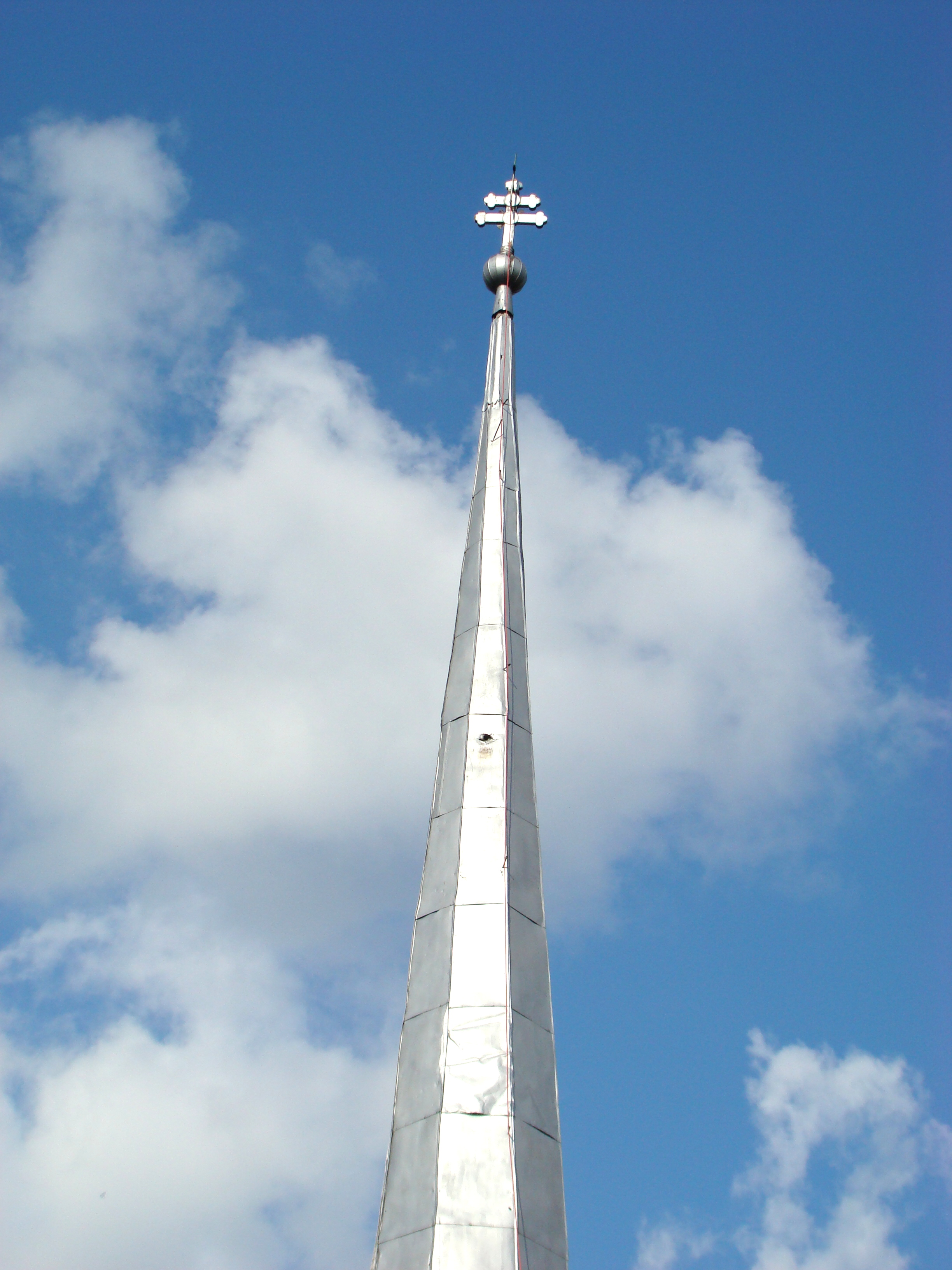
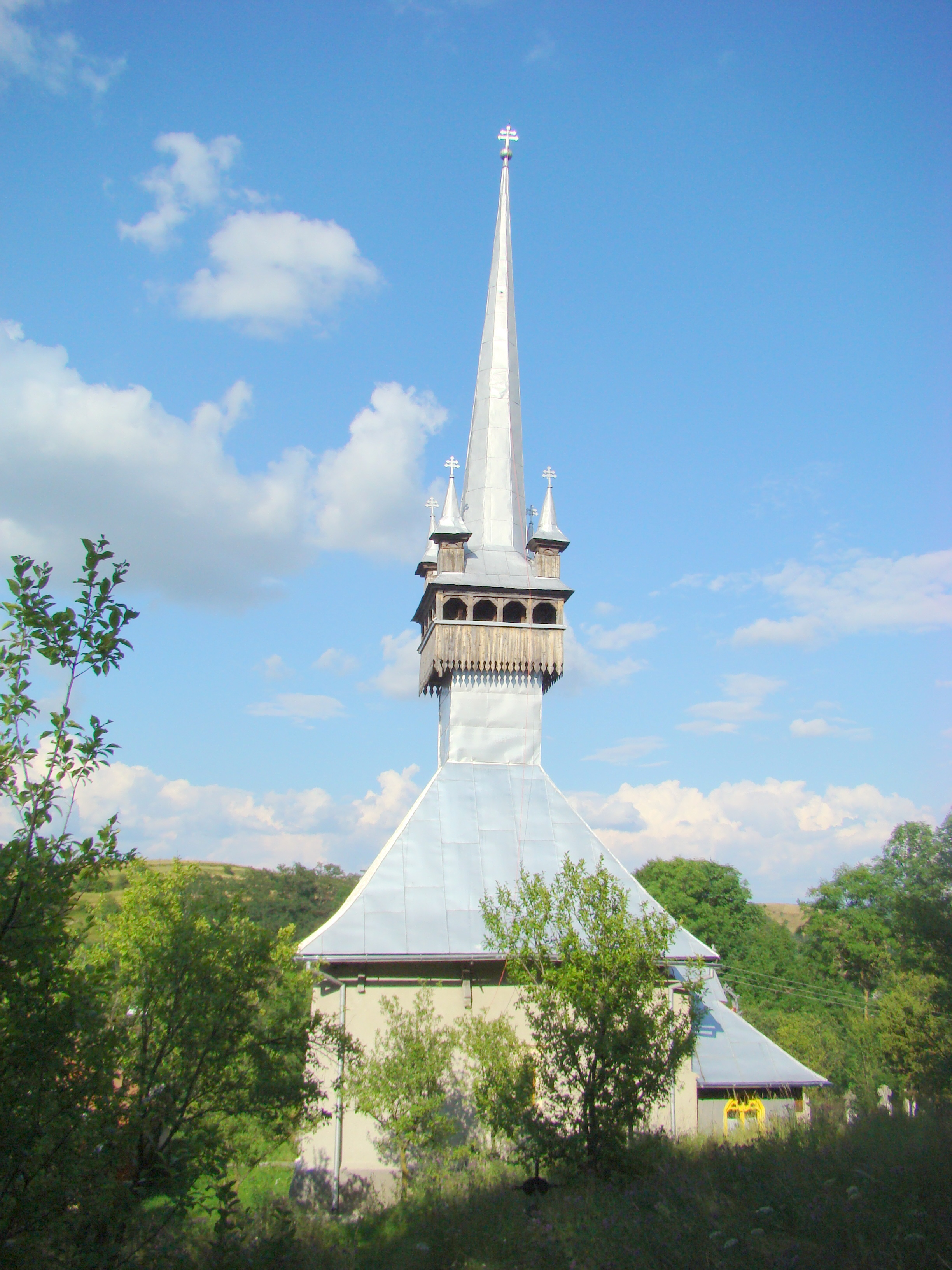
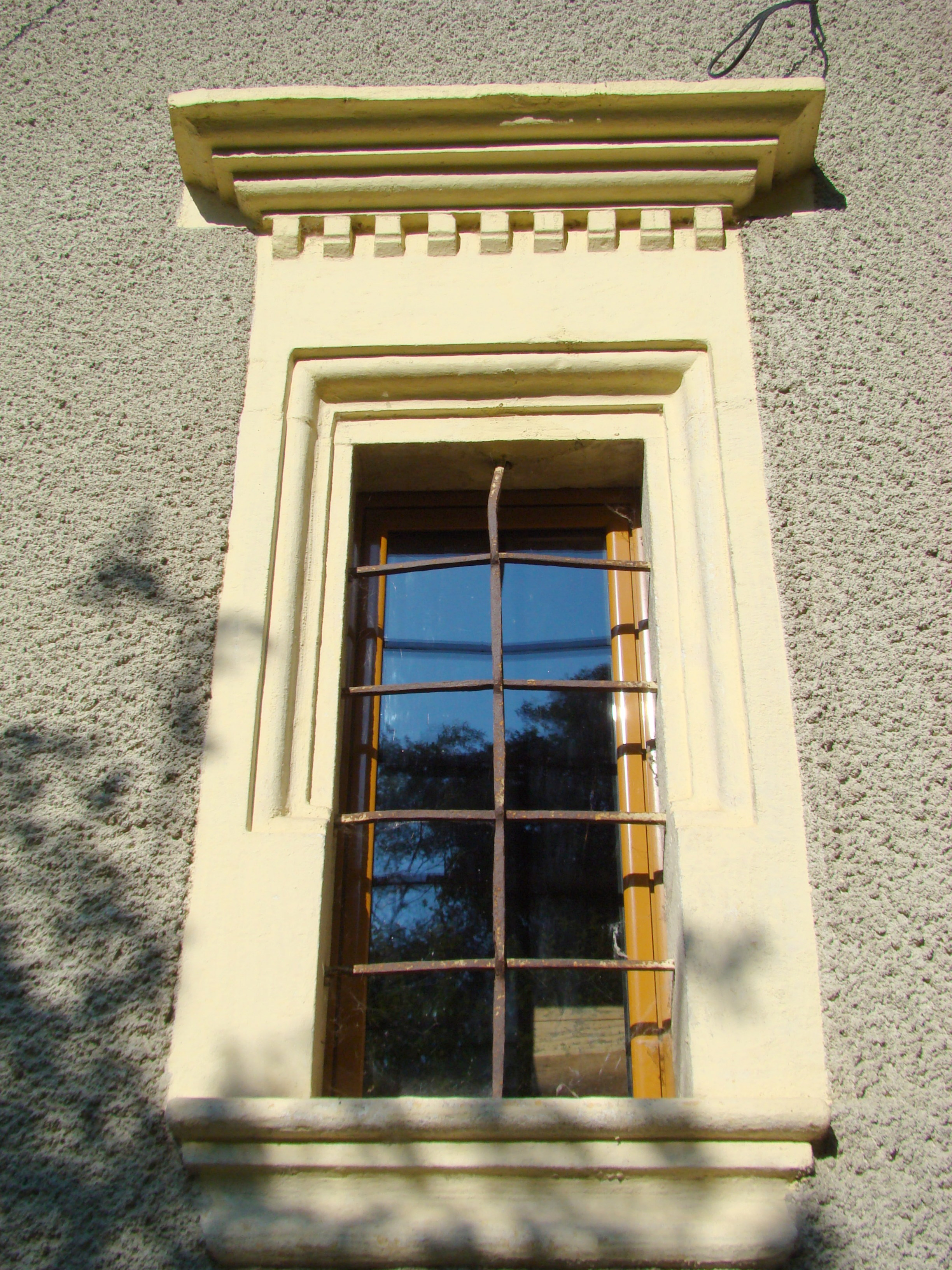
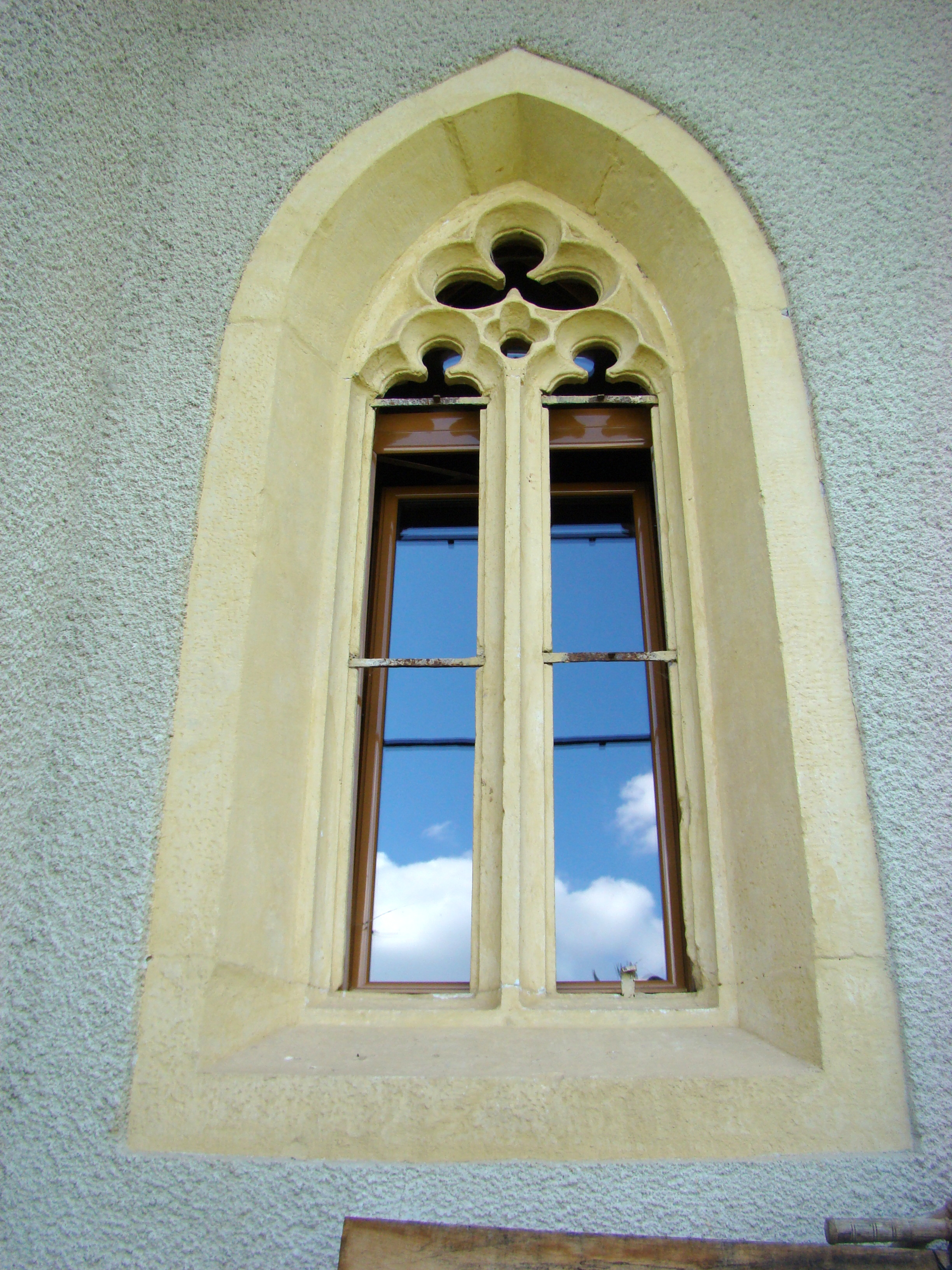
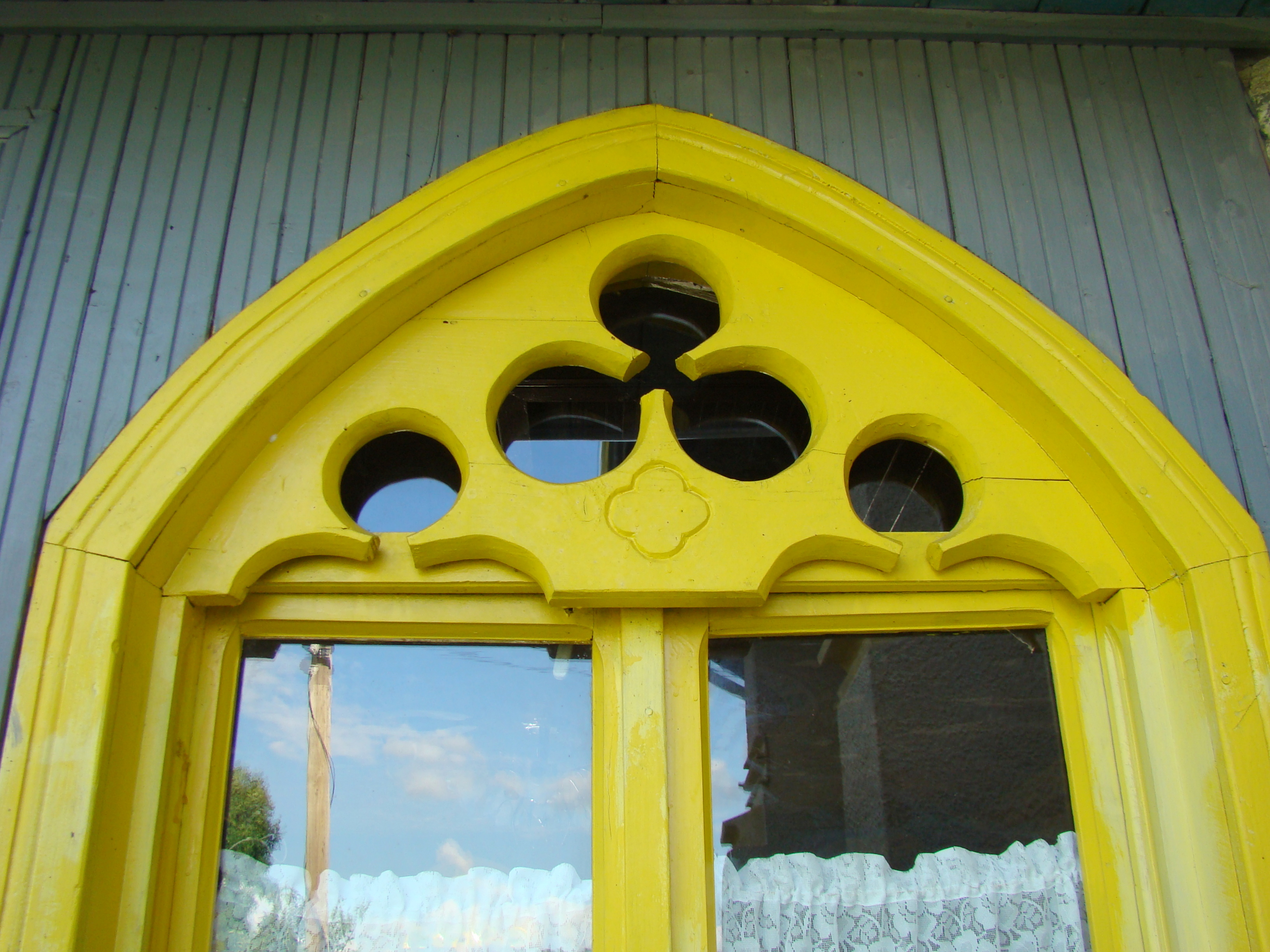
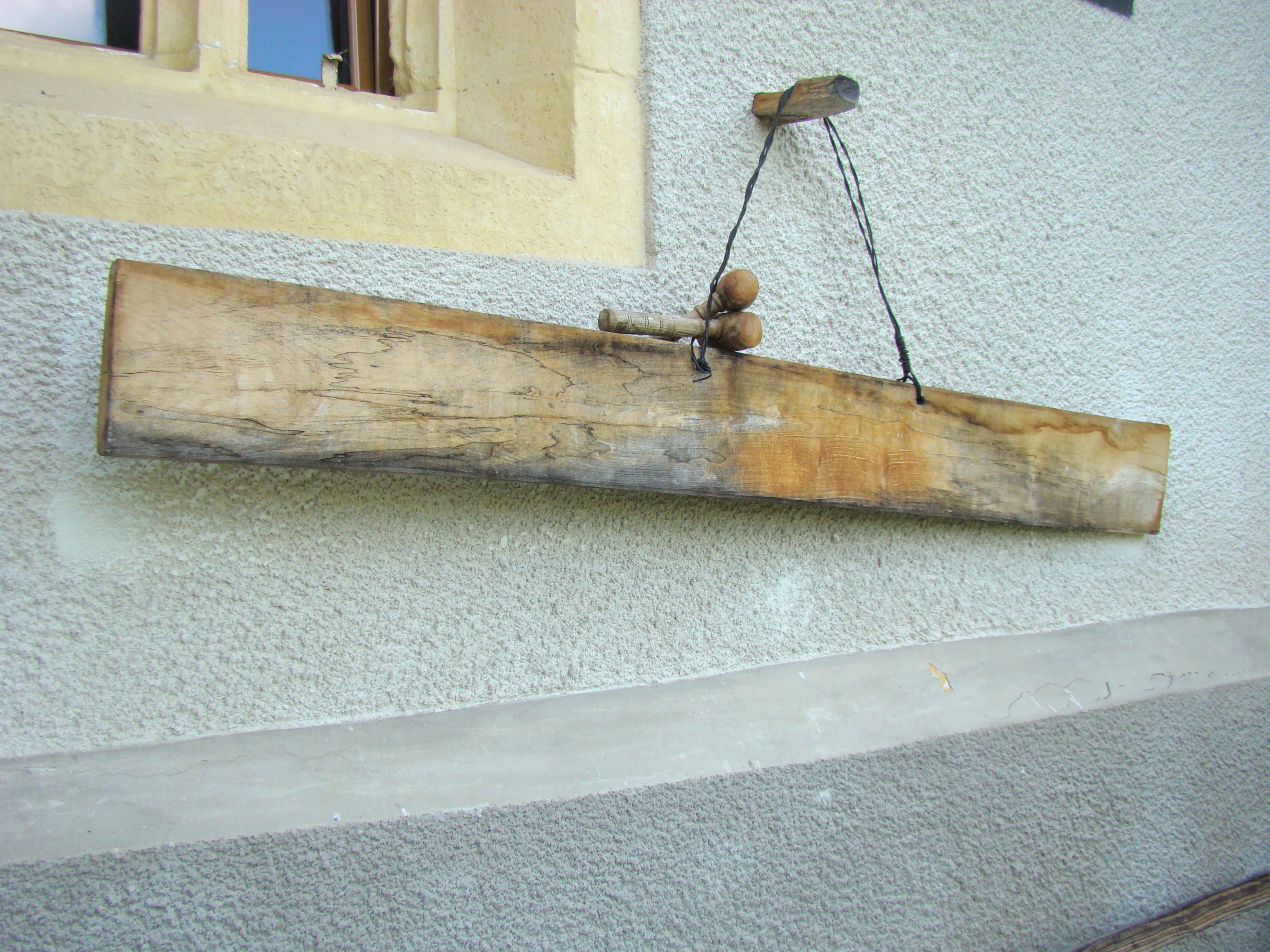
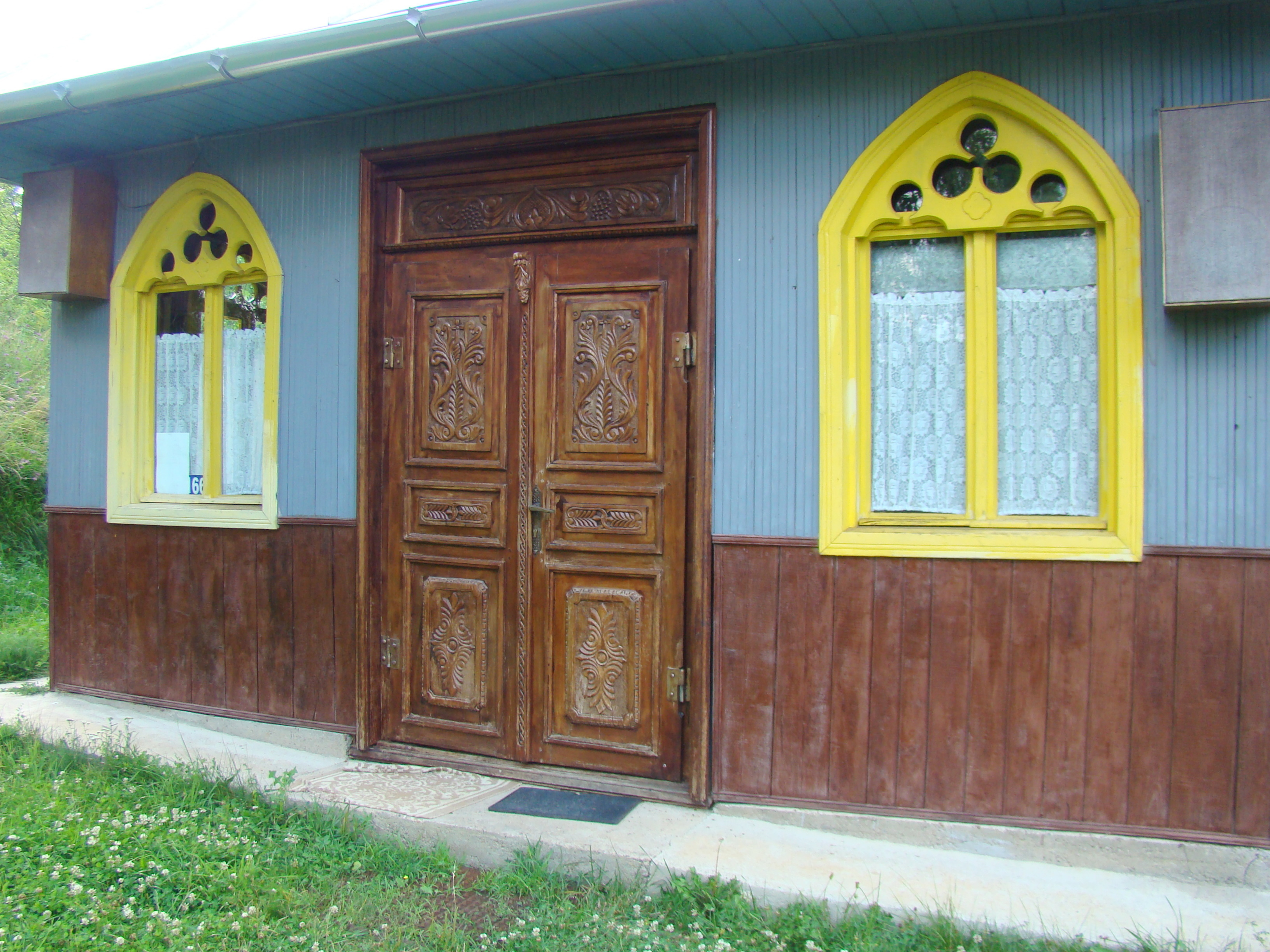
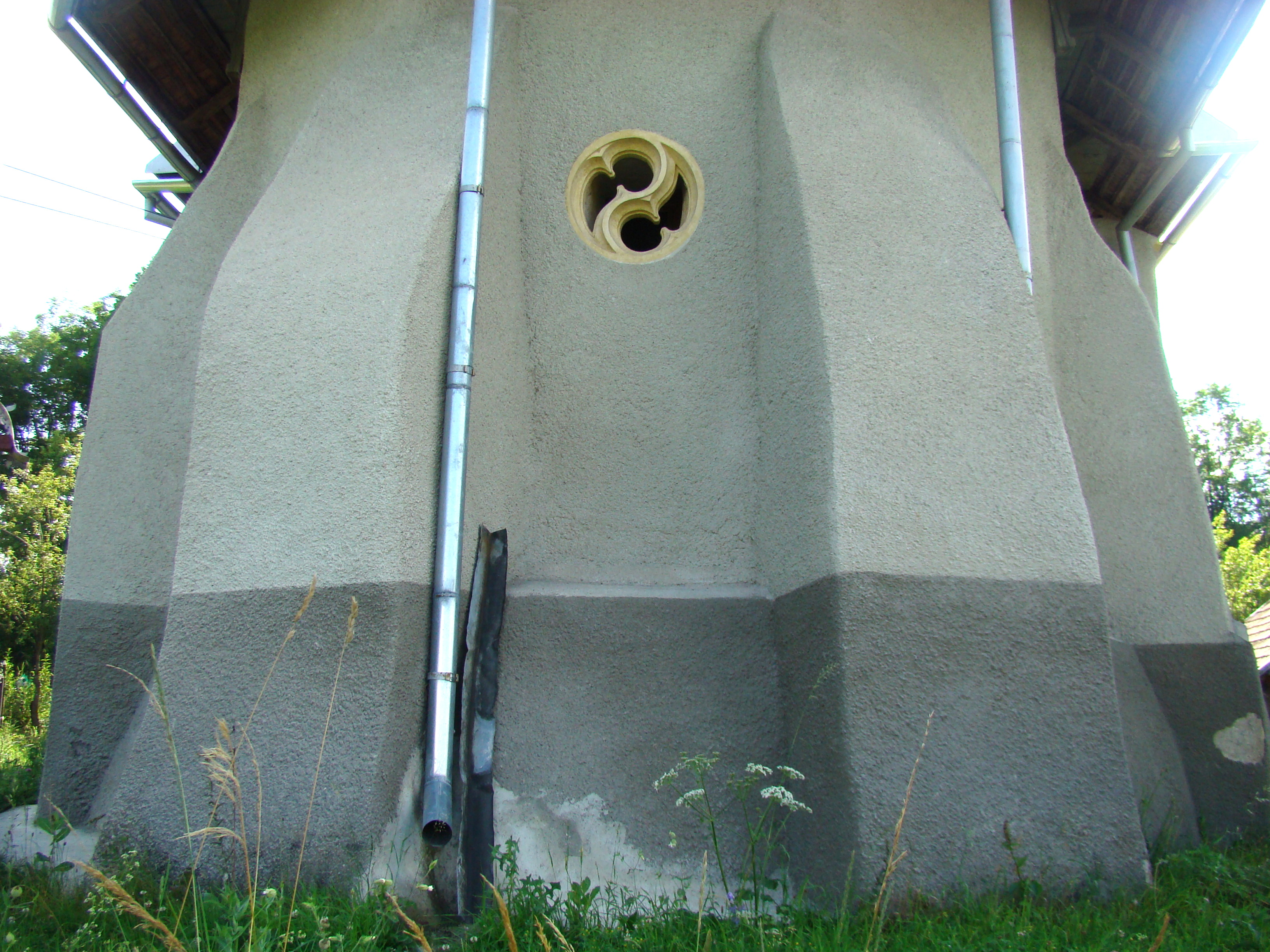
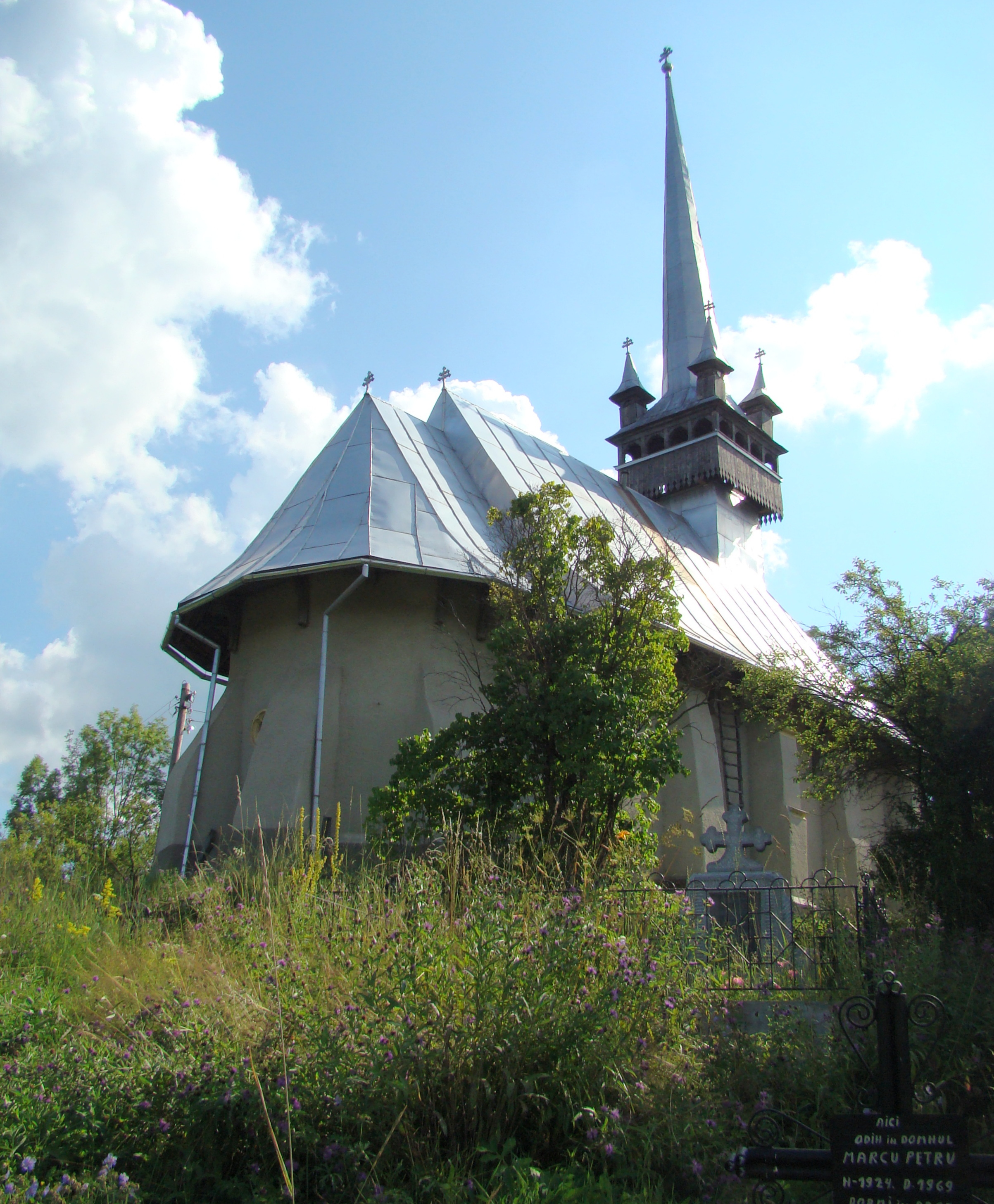

## Imagini din interior

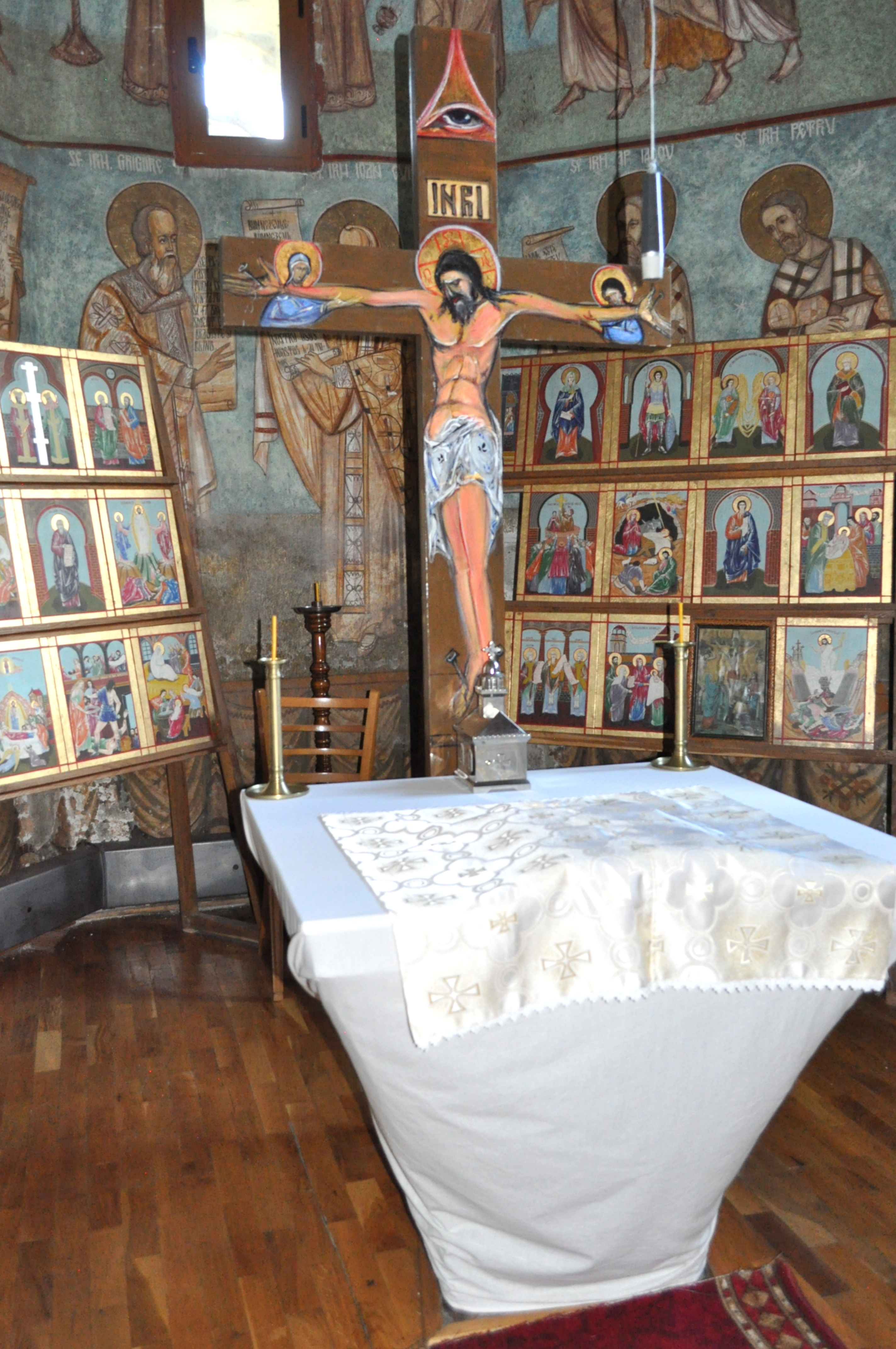
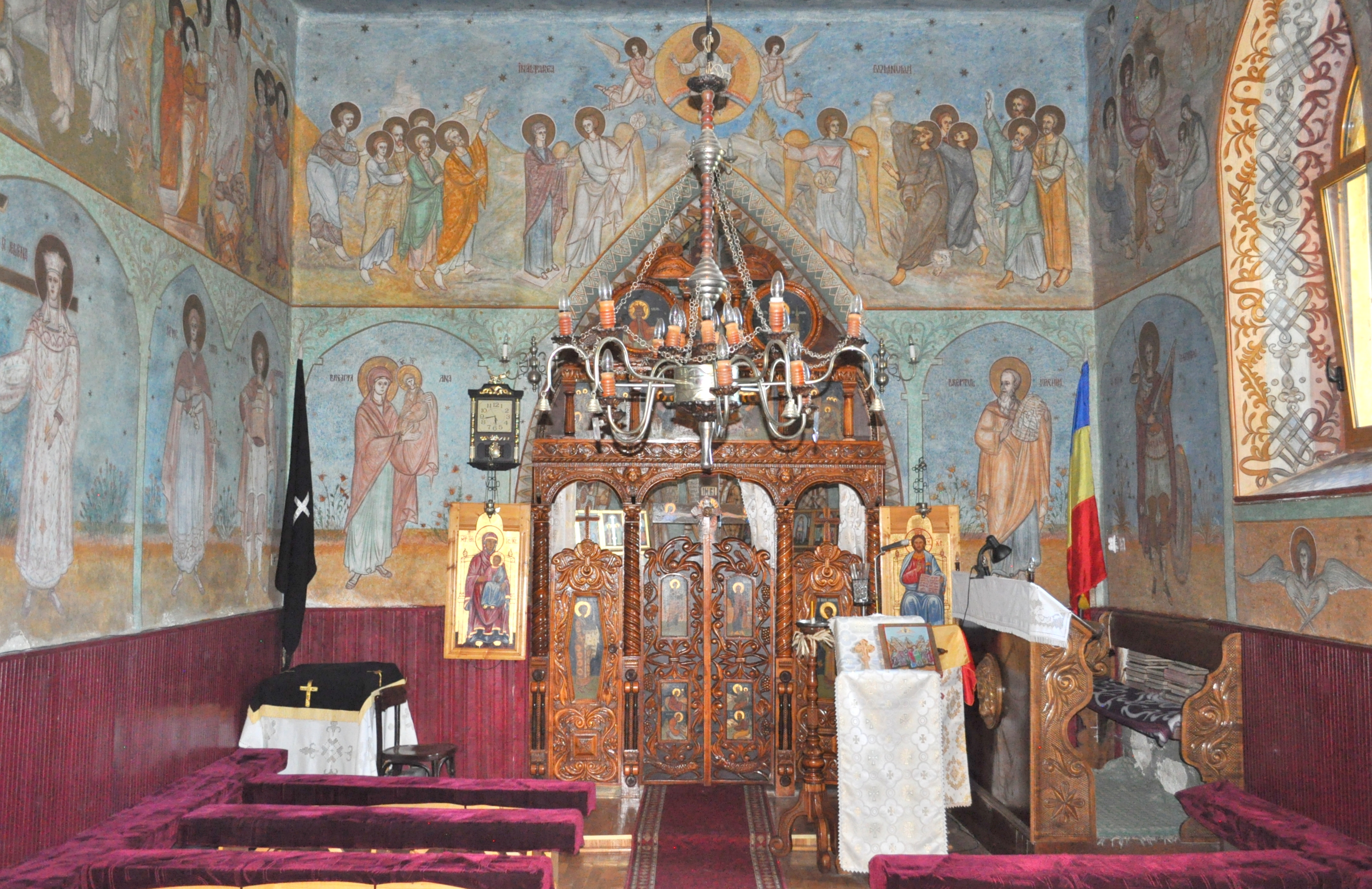
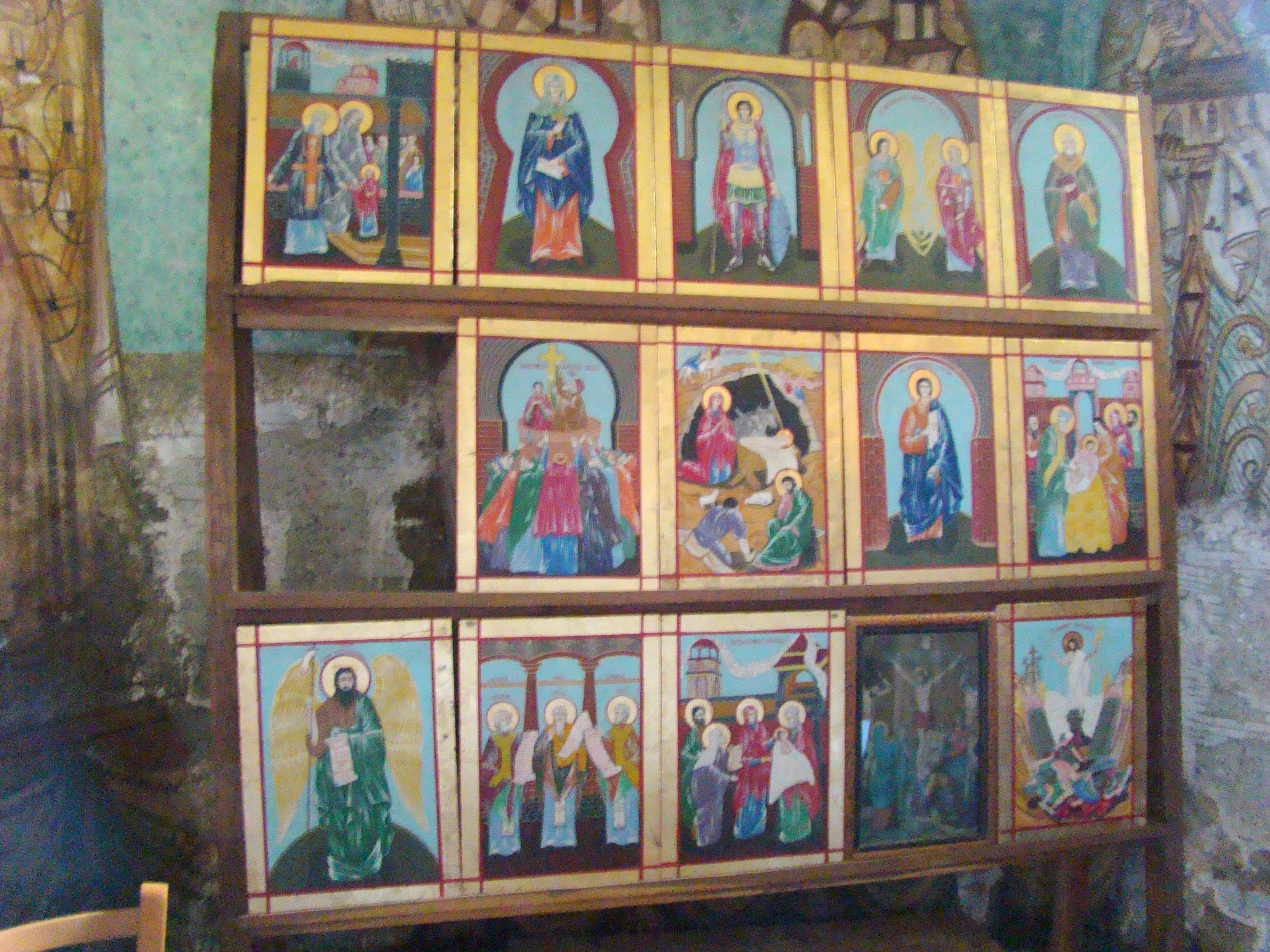
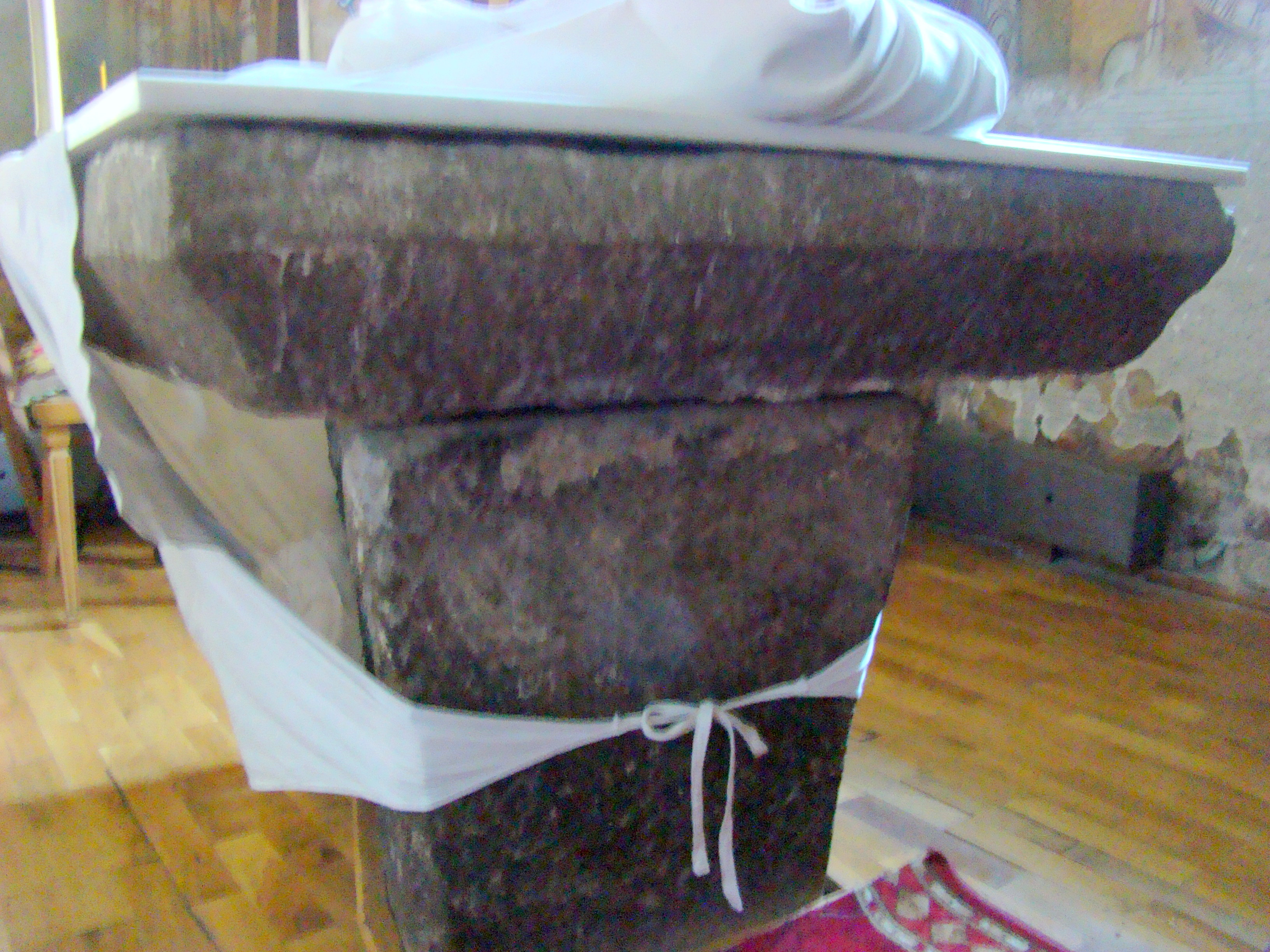
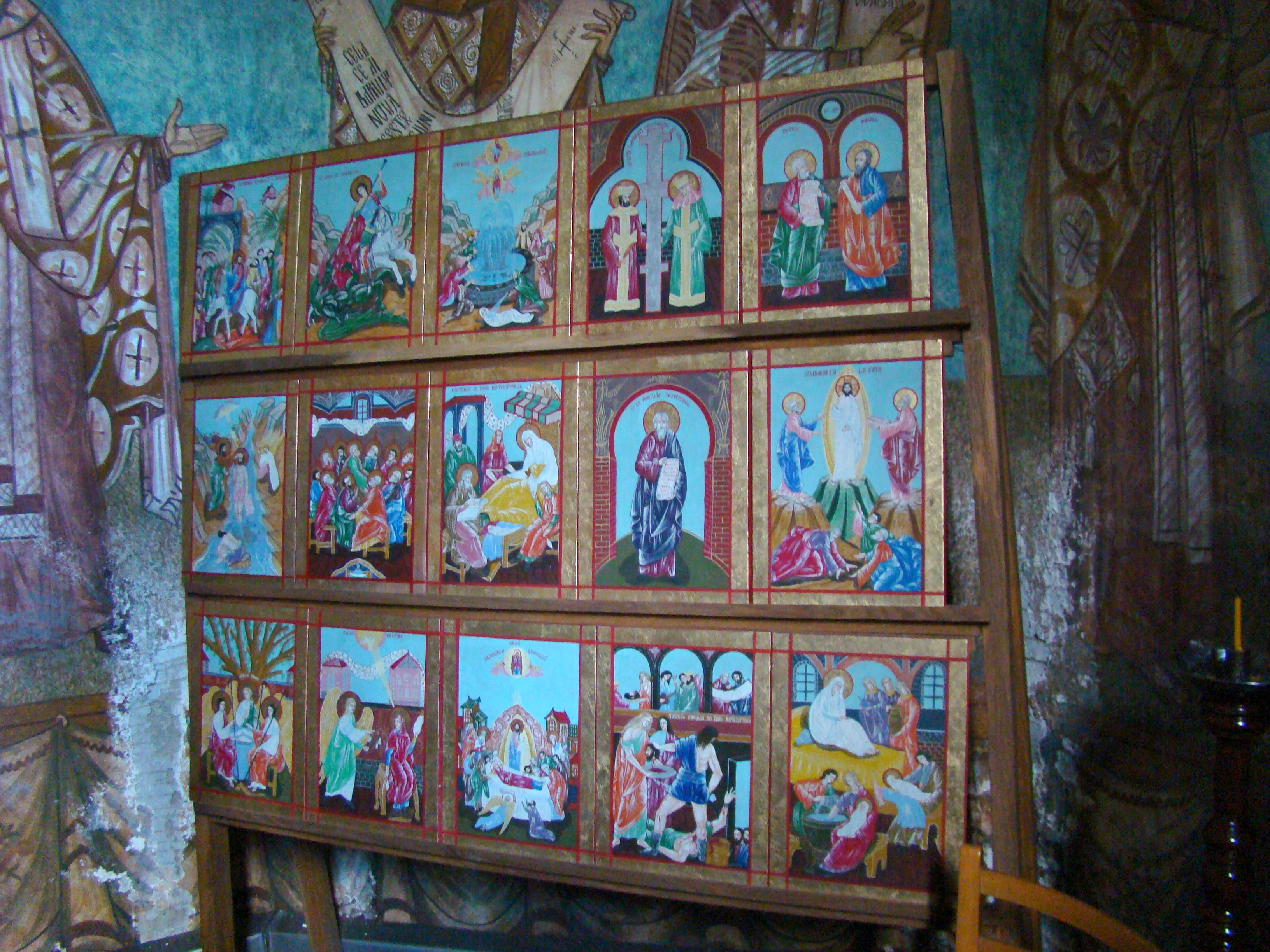
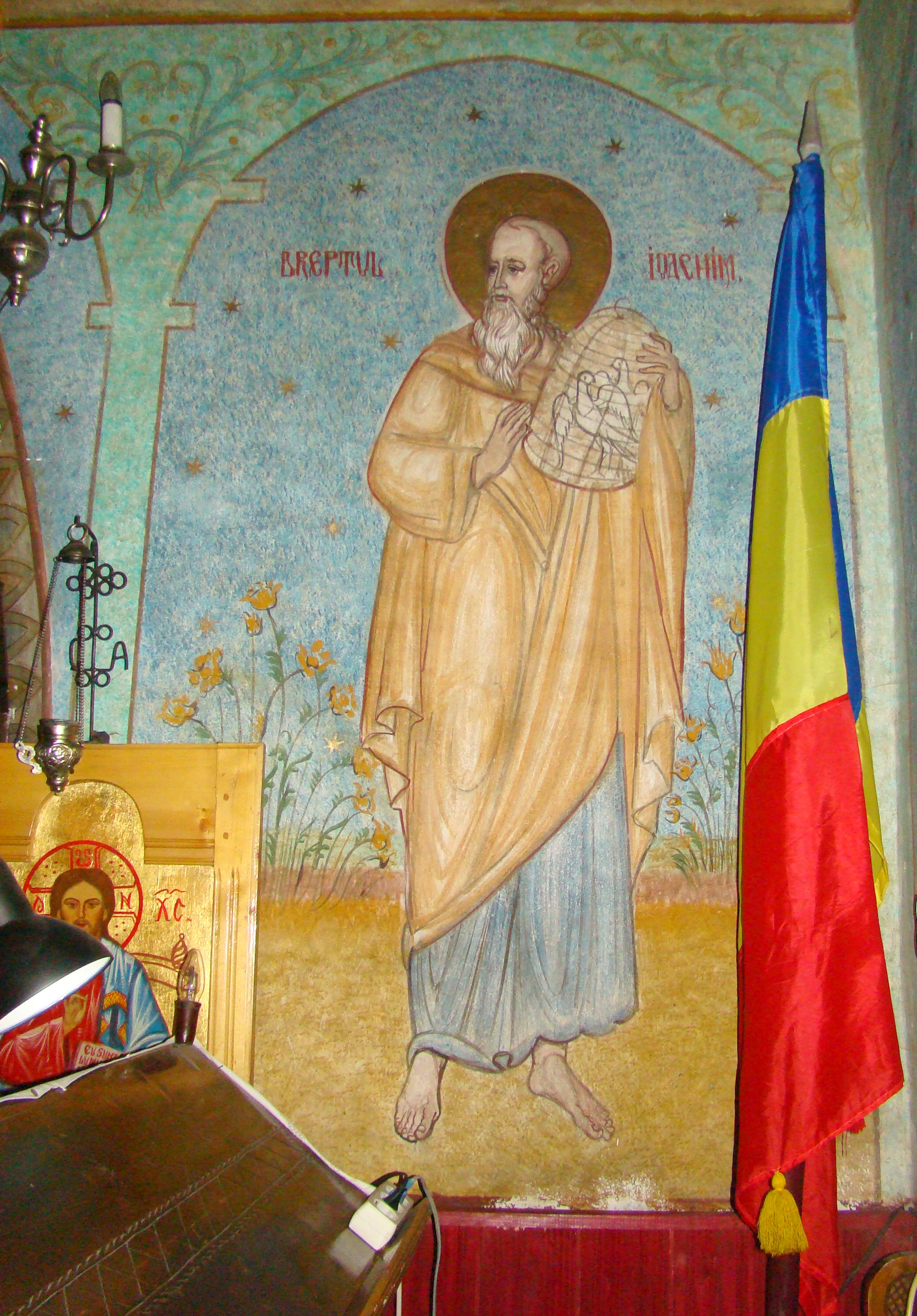
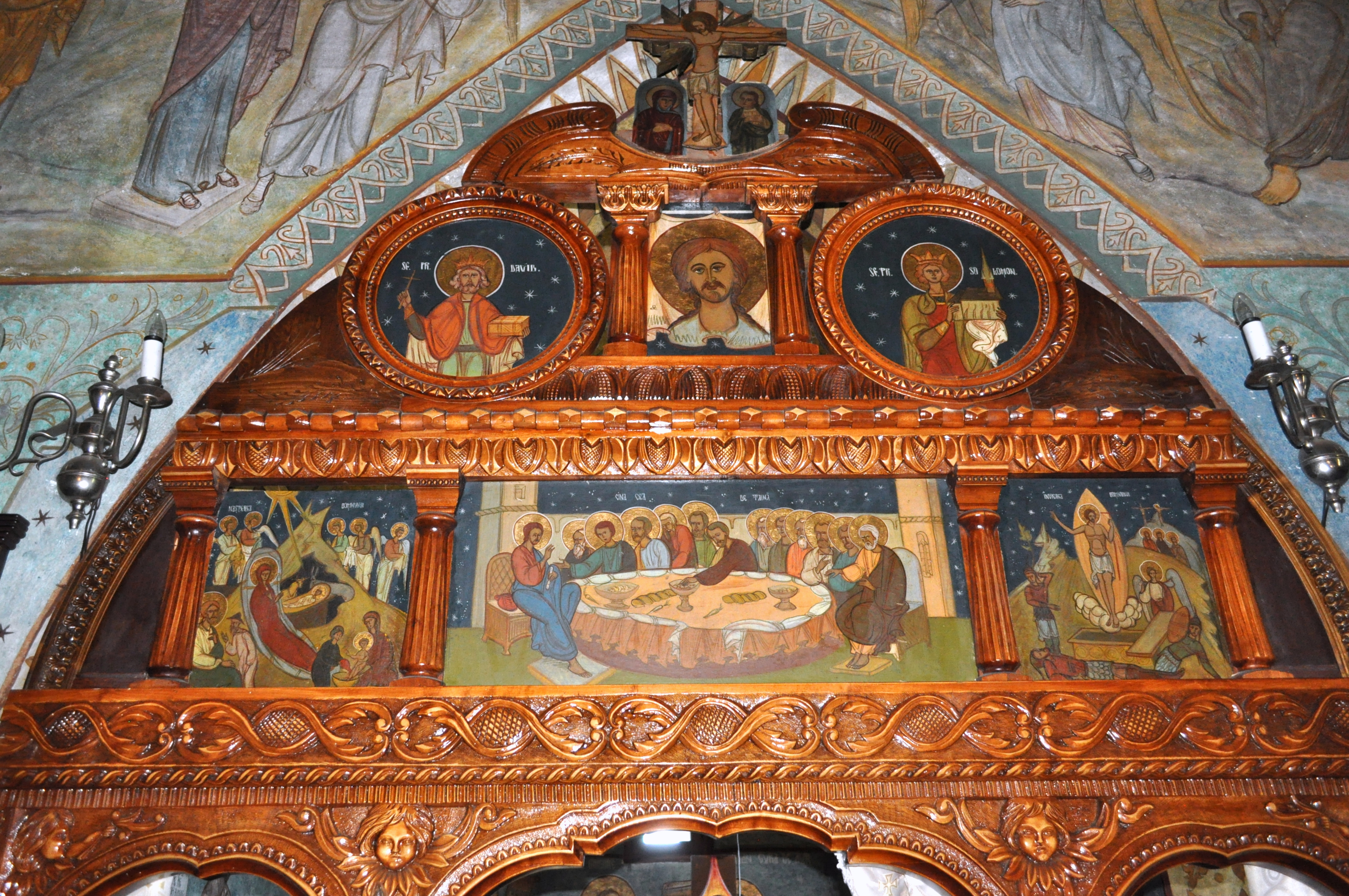
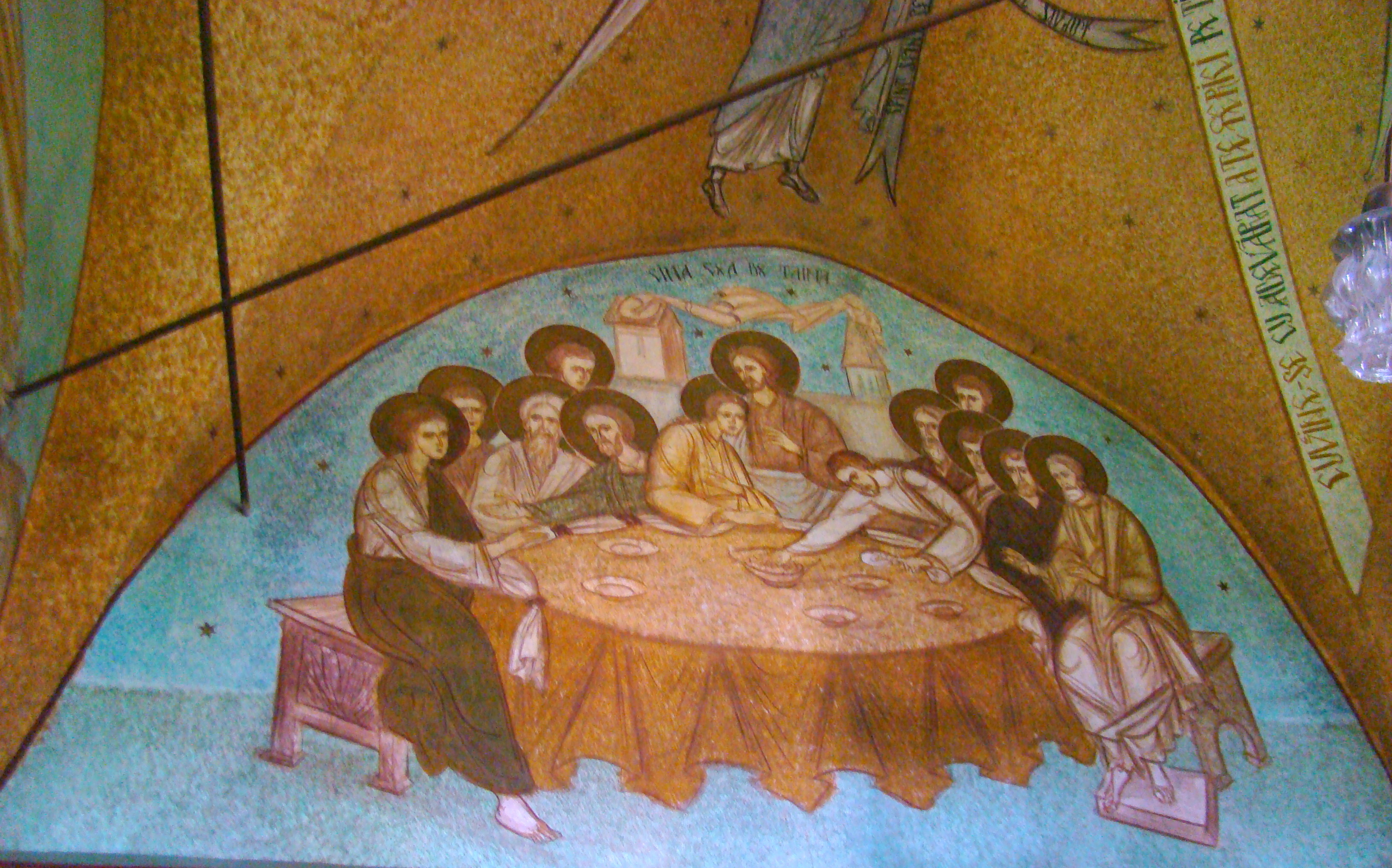
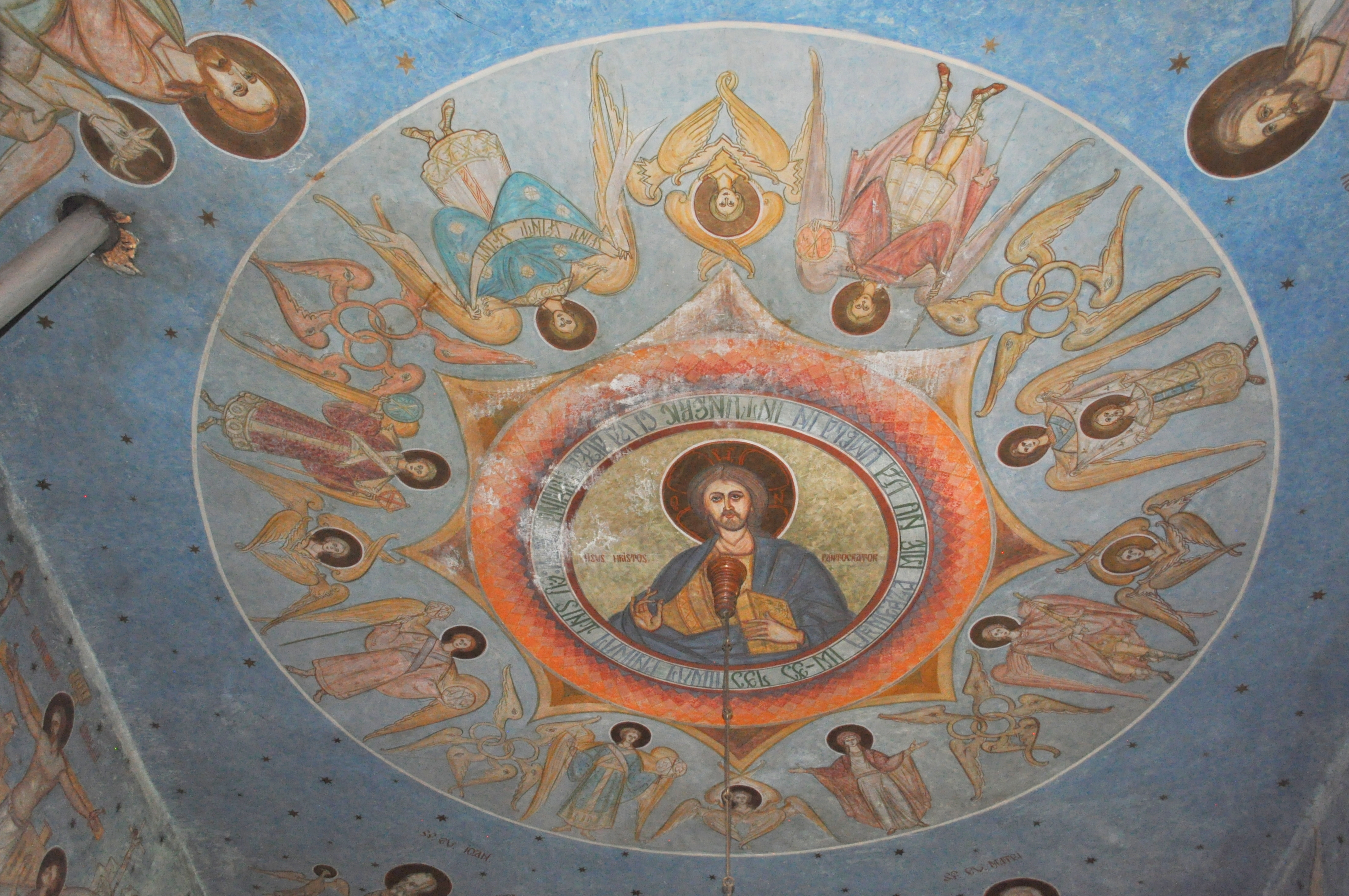
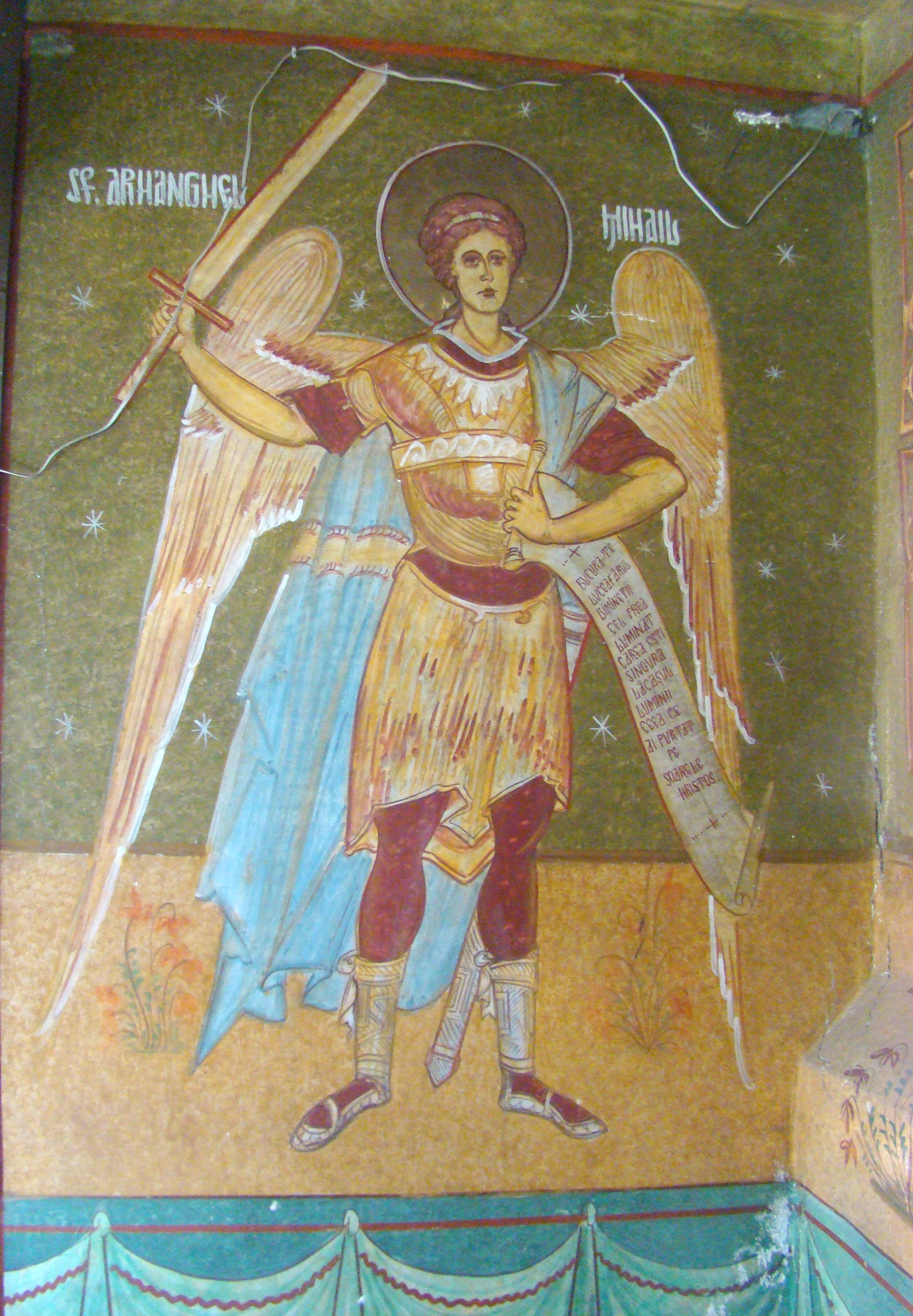
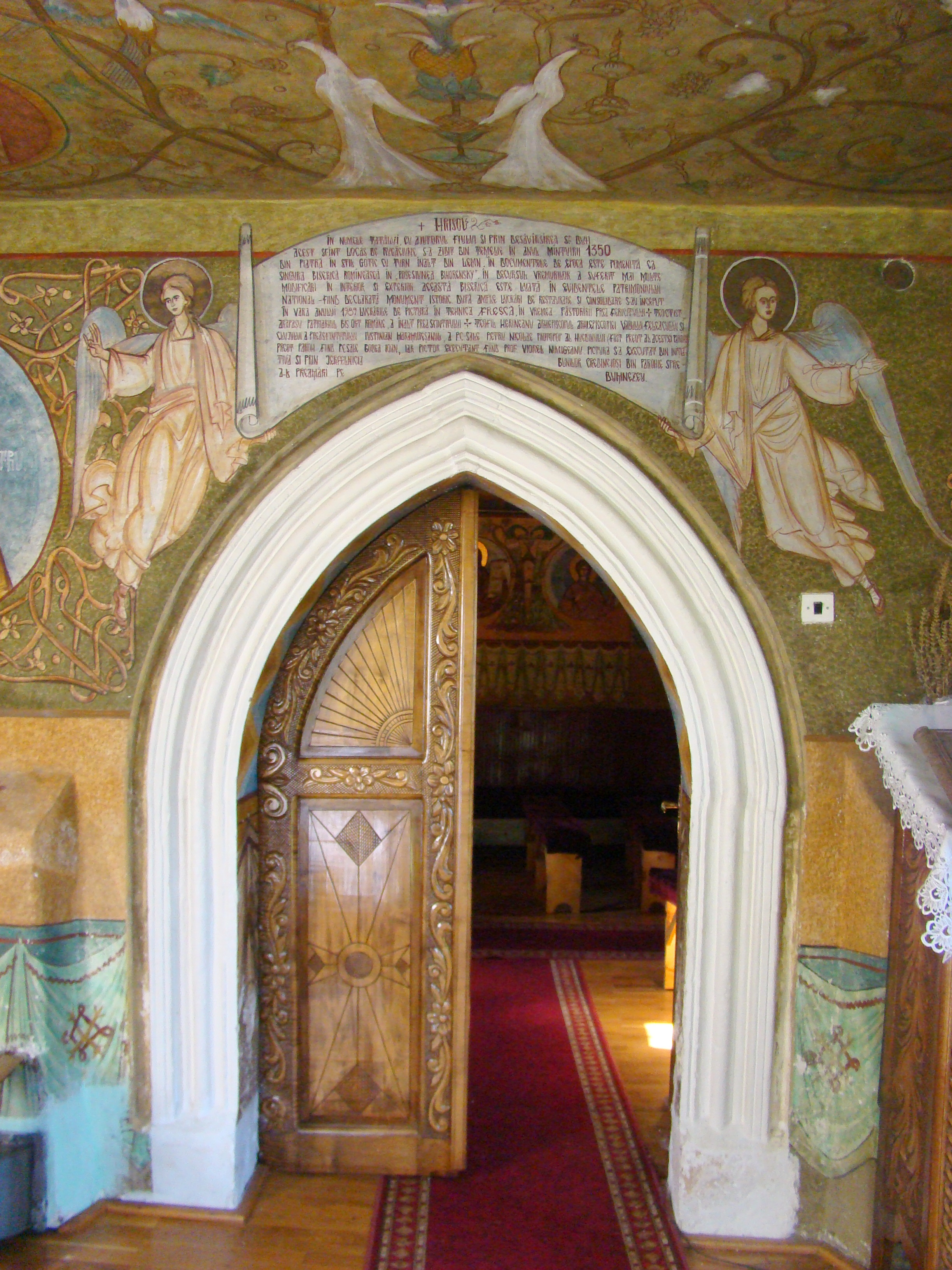
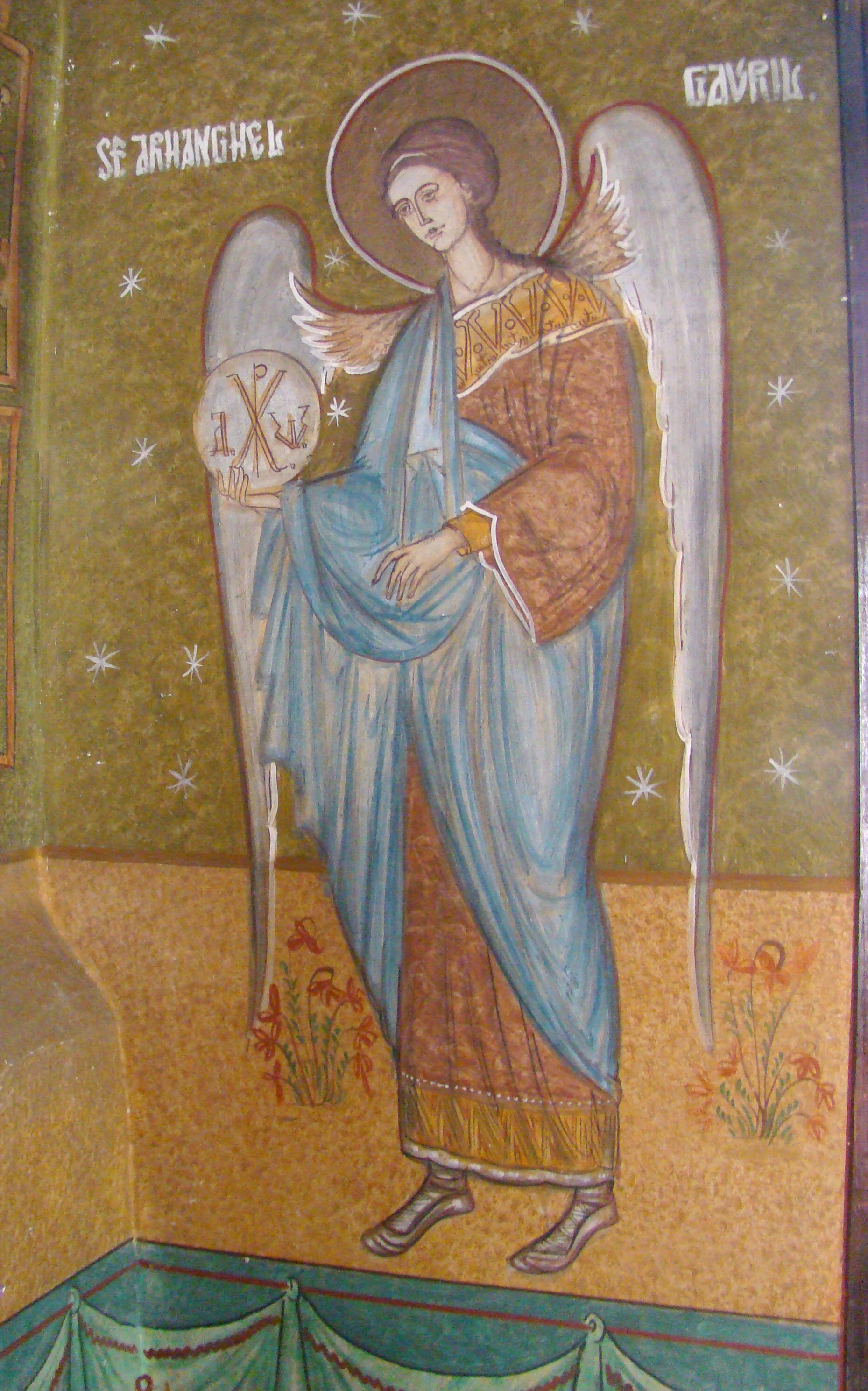
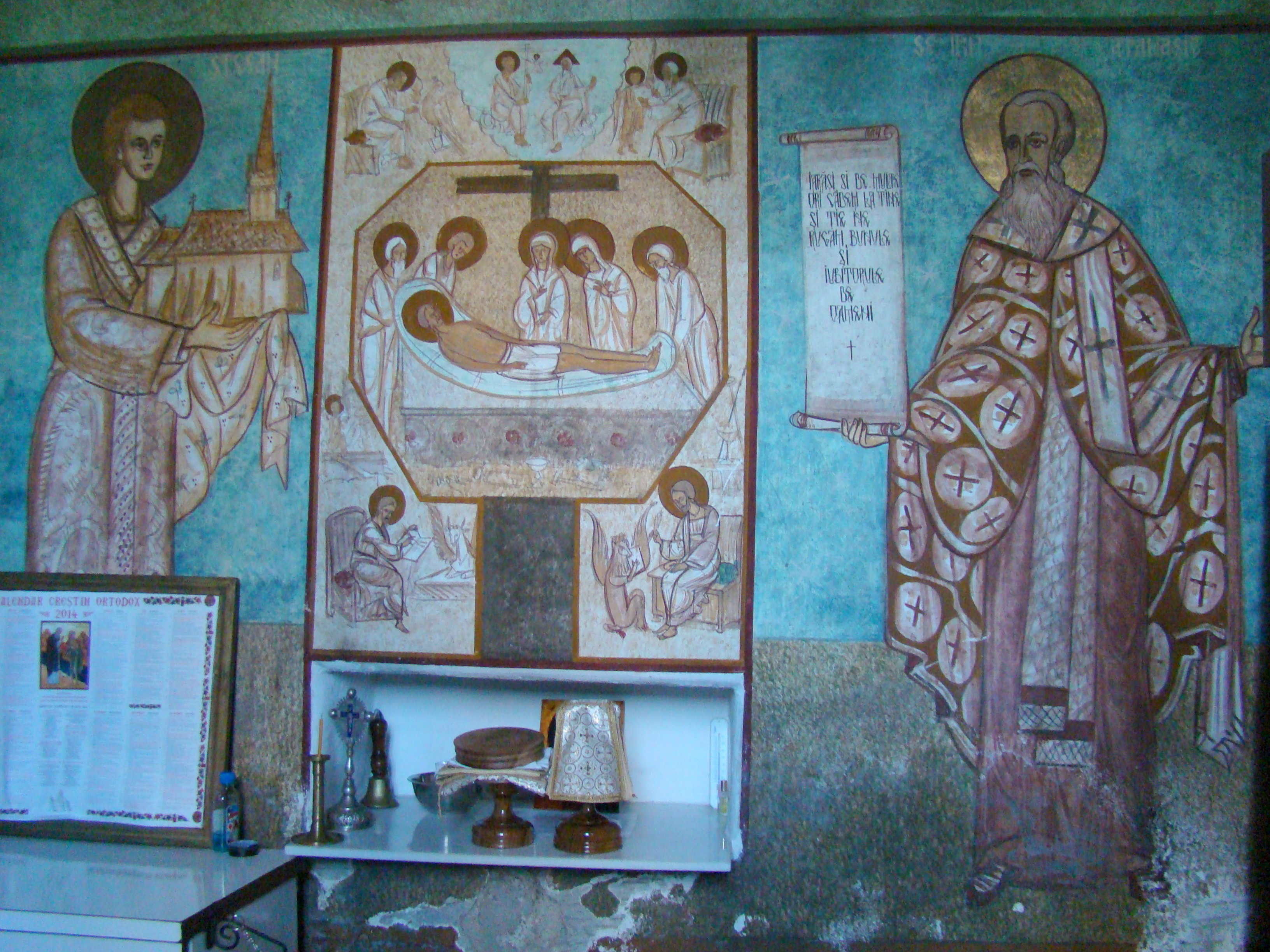
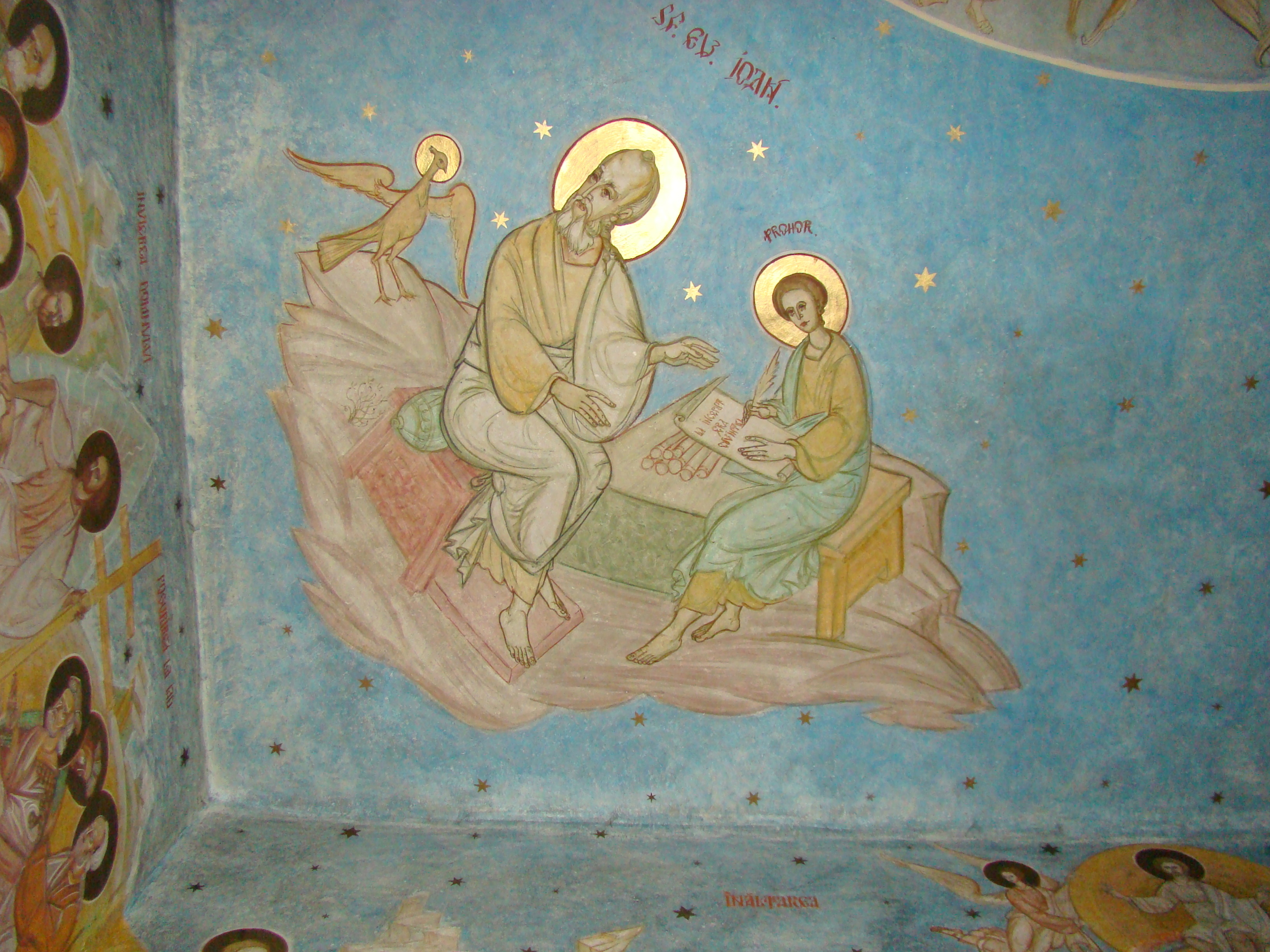
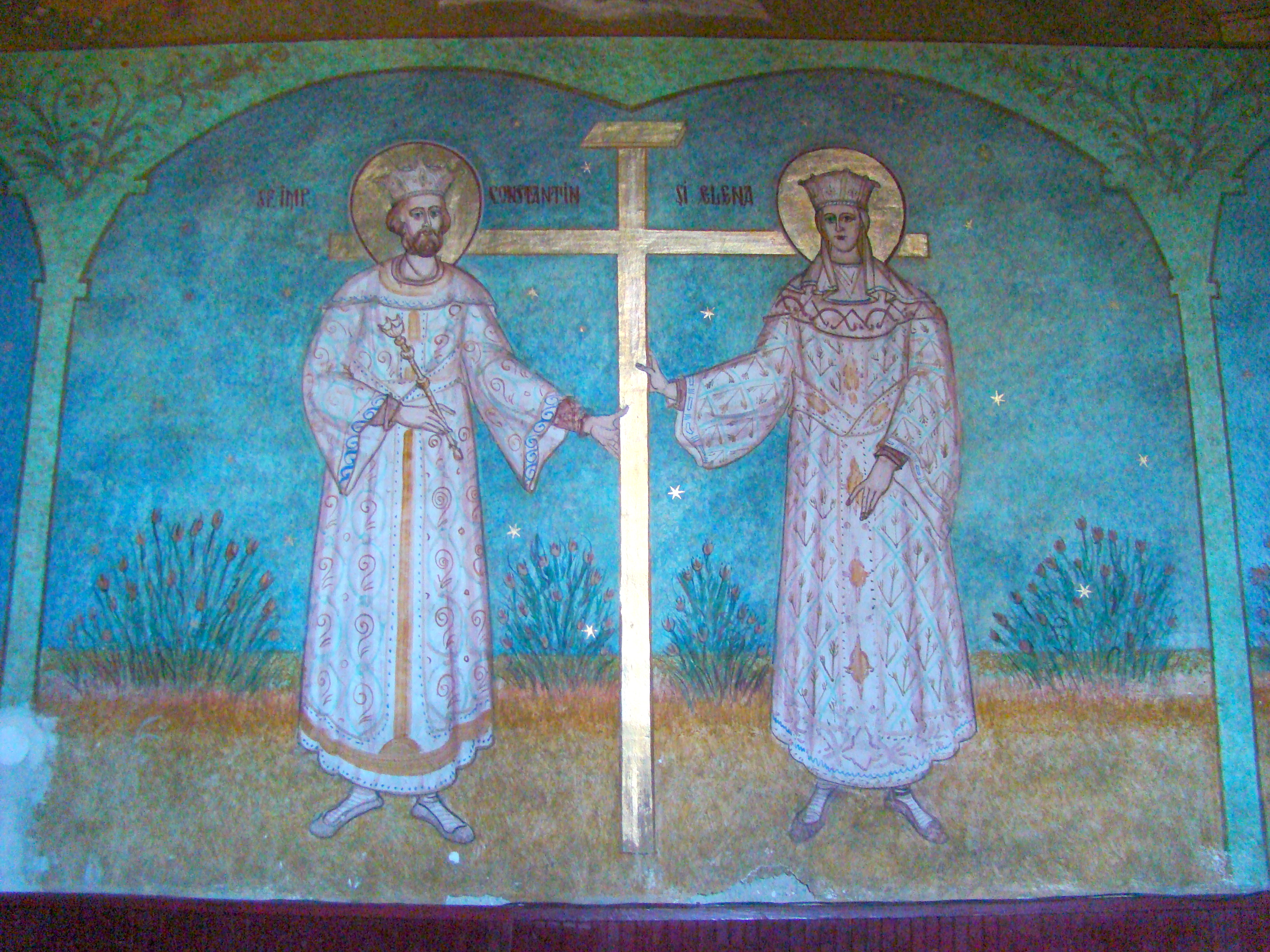
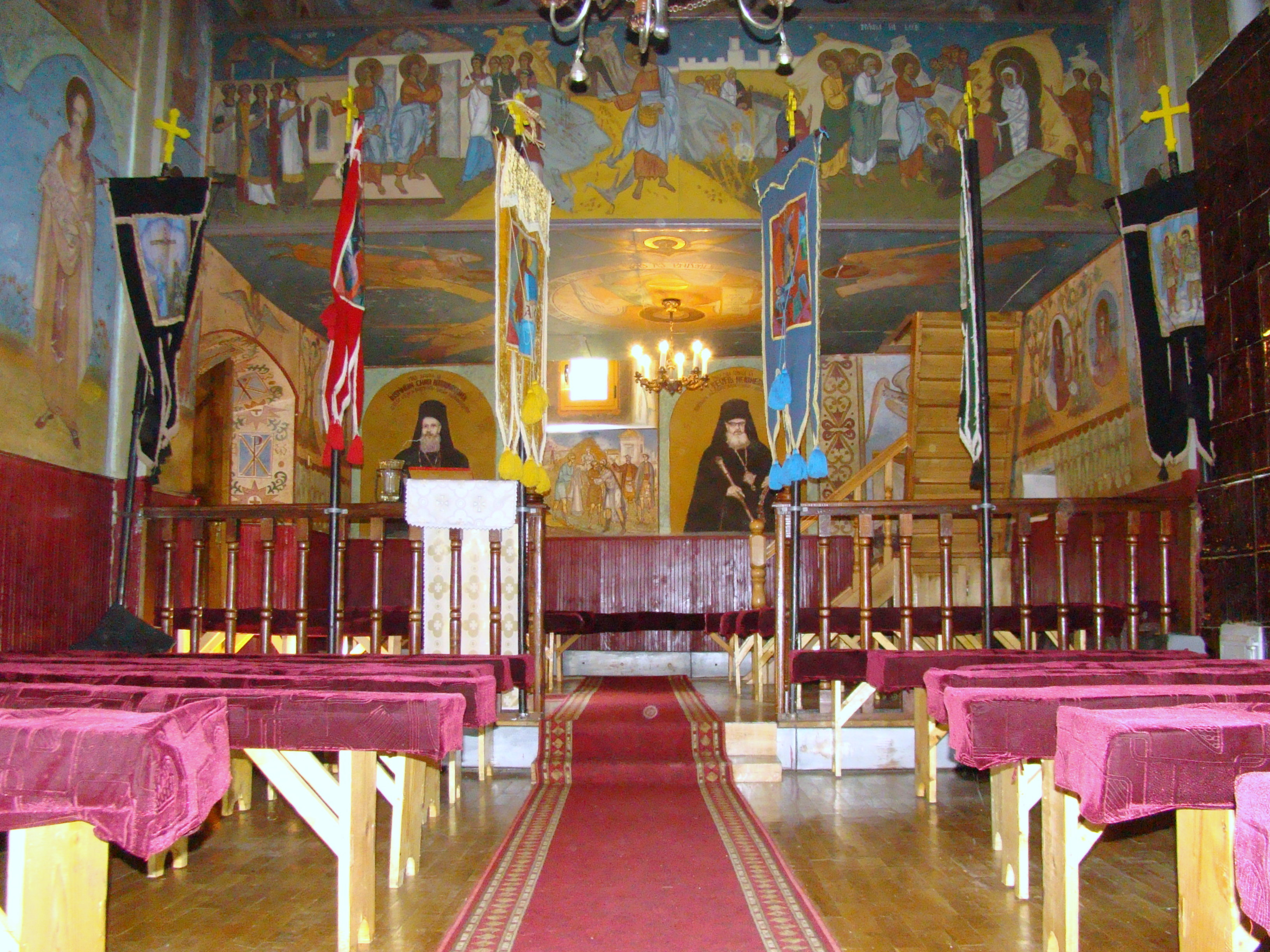